# Stadtallendorf
Stadtallendorf ist eine Stadt im mittelhessischen Landkreis Marburg-Biedenkopf 18 Kilometer östlich von Marburg.

## Geographie

### Geographische Lage

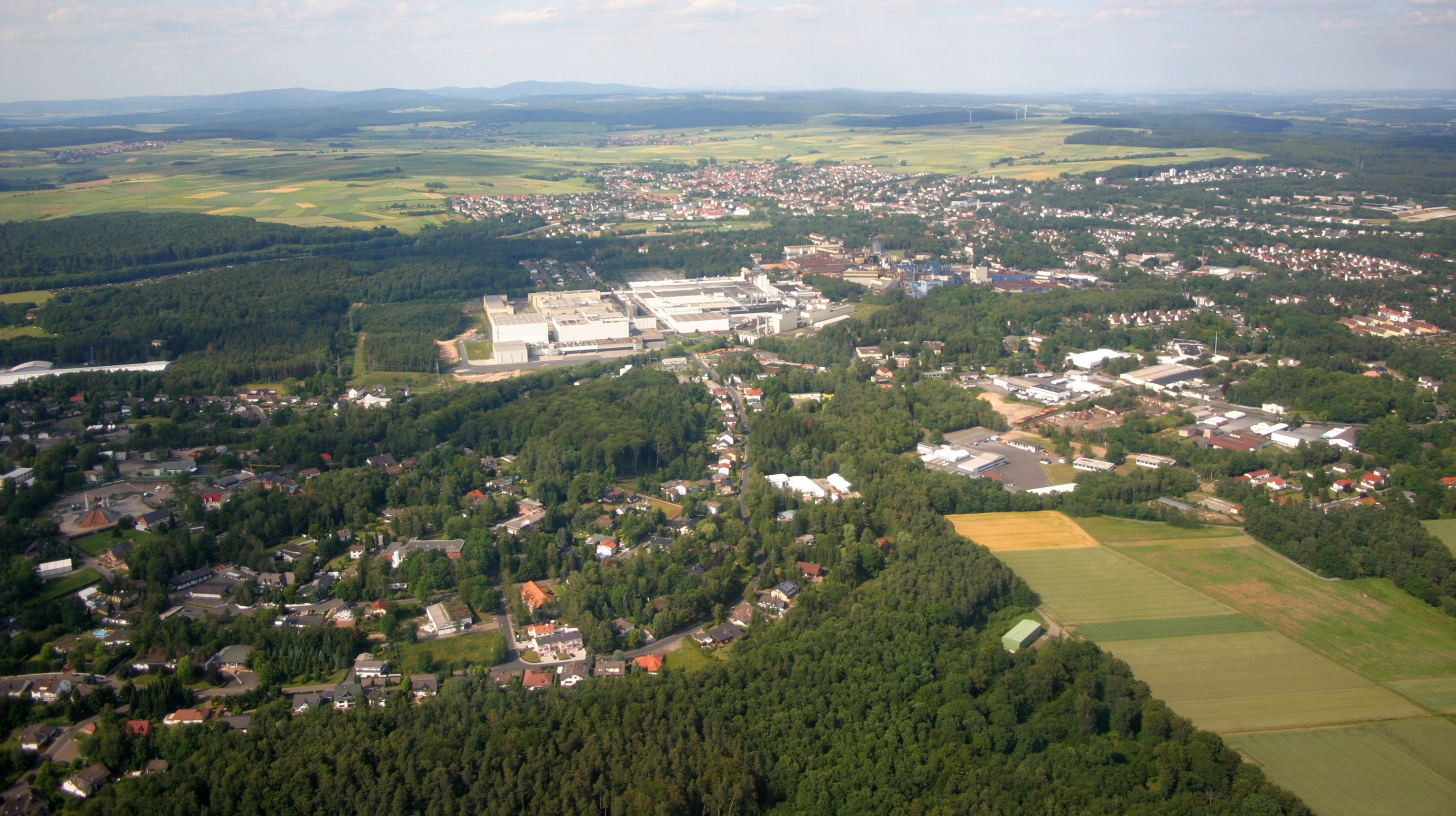
Stadtallendorf trägt wegen der Lage im Herrenwald den Beinamen „Junge Stadt im Grünen“.

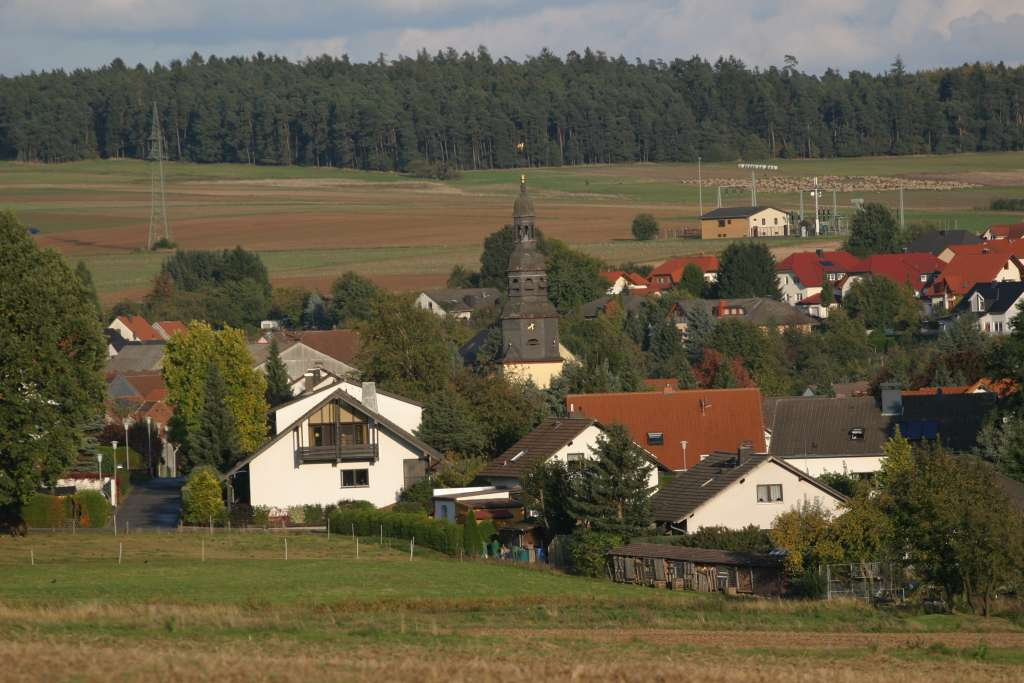
Alter Ortskern

Stadtallendorf liegt gemäß der naturräumlichen Gliederung in der westhessischen Senkenzone, die sich in Becken und Schwellen gliedert. Die Stadt liegt diesbezüglich auf der Oberhessischen Schwelle, die das Amöneburger Becken im Westen vom Schwalmbecken im Osten trennt. Auf dieser Schwelle befindet sich auch der Neustädter Sattel, an den der nordöstliche Ortsrand der Stadt stößt; dieser Höhenzug ist ein Teil der Rhein-Weser-Wasserscheide.
Auf einer Fläche von 78,3 Quadratkilometern leben rund 21.600 Einwohner. Die größte Nord-Süd-Ausdehnung beträgt 17,5 km, die größte Ost-West-Ausdehnung 10,38 km. Der höchste Punkt ist der Kohlkopf im Wald bei Wolferode (371 m), der niedrigste Punkt ist an der Ohm bei Schweinsberg mit 200 m. Die Kernstadt liegt auf etwa 250 m.
Durch Stadtallendorf und seine Ortsteile fließen einige Bäche, die fast alle über die Ohm entwässern, die selber nur durch Randgebiete der Stadt (Schweinsberg) fließt. Die Klein, einer der größten Ohm-Zuflüsse, verläuft am Rand von Niederklein. Auf der Gemarkung Stadtallendorf findet sich darüber hinaus noch die Quelle der Wiera, die in die Schwalm fließt und somit zum Stromgebiet der Weser gehört. Die Rhein-Weser-Wasserscheide liegt nahe der Stadtgrenze zu Neustadt.

### Nachbargemeinden
Stadtallendorf grenzt im Norden an die Stadt Rauschenberg (Landkreis Marburg-Biedenkopf) und die Gemeinde Gilserberg (Schwalm-Eder-Kreis), im Osten an die Stadt Neustadt, im Südosten an die Stadt Kirtorf, im Süden an die Stadt Homberg (Ohm) (beide im Vogelsbergkreis), sowie im Westen an die Städte Amöneburg und Kirchhain (beide im Landkreis Marburg-Biedenkopf).

### Stadtgliederung
- Stadtallendorf Kernstadt (etwa 16.900 Einwohner)
- Niederklein (etwa 1.700 Einwohner)
- Schweinsberg (an der Ohm) (etwa 1.100 Einwohner)
- Erksdorf, Herkunft des Namens rührt vom Ursiedler „Eric von Erkersdorp“ (etwa 950 Einwohner)
- Hatzbach (etwa 550 Einwohner)
- Wolferode (etwa 450 Einwohner)

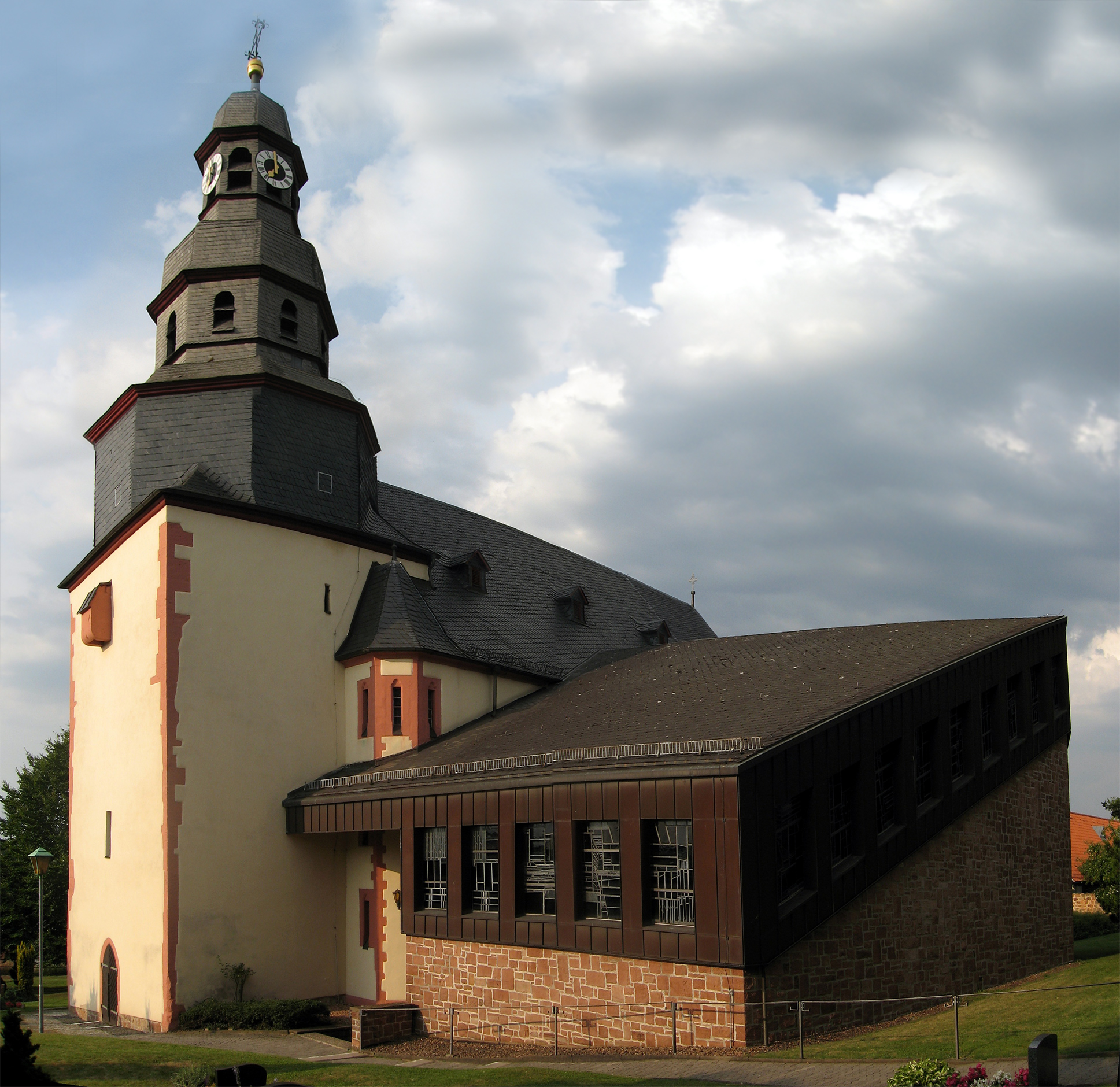
Stadtteil Niederklein
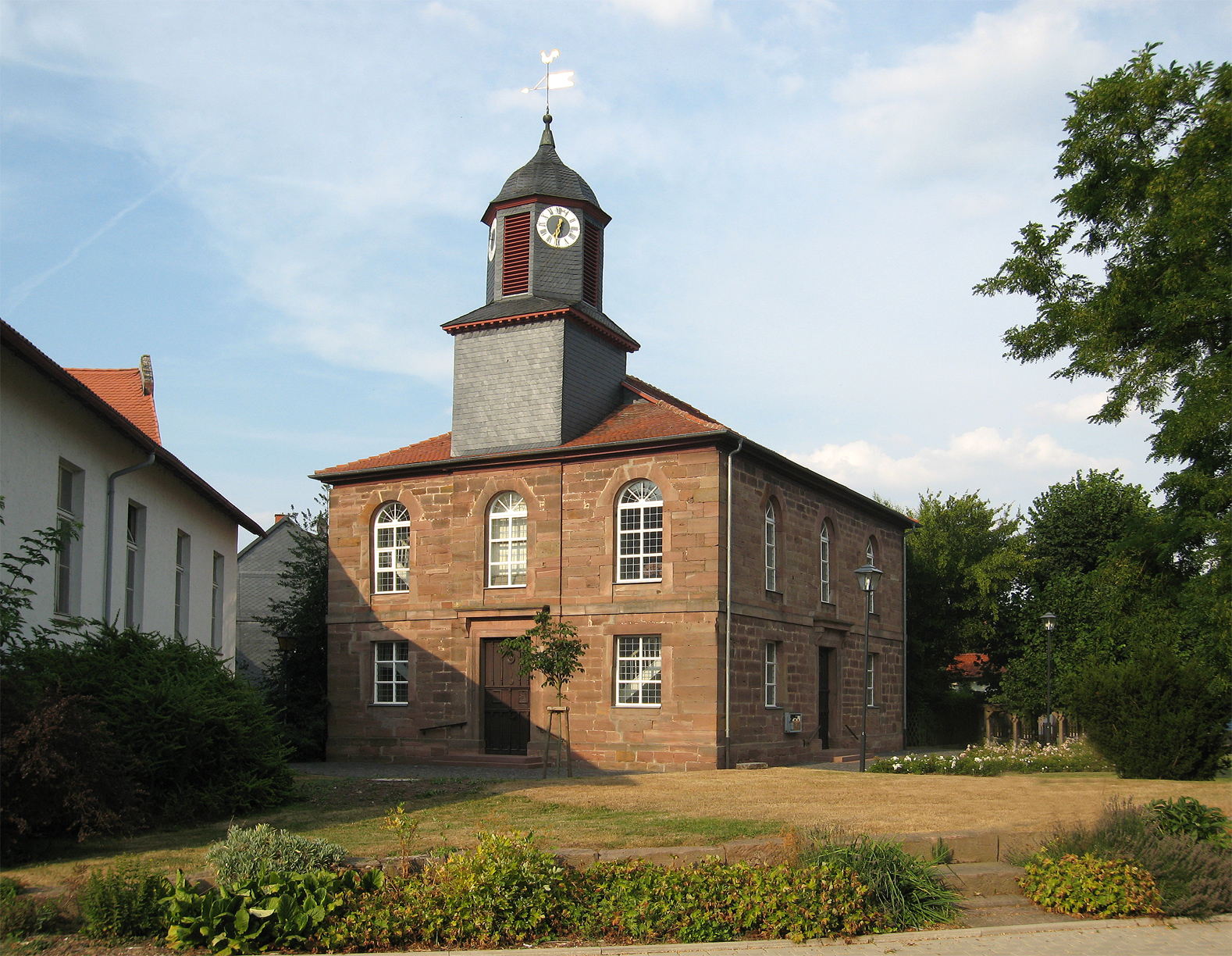
Stadtteil Erksdorf
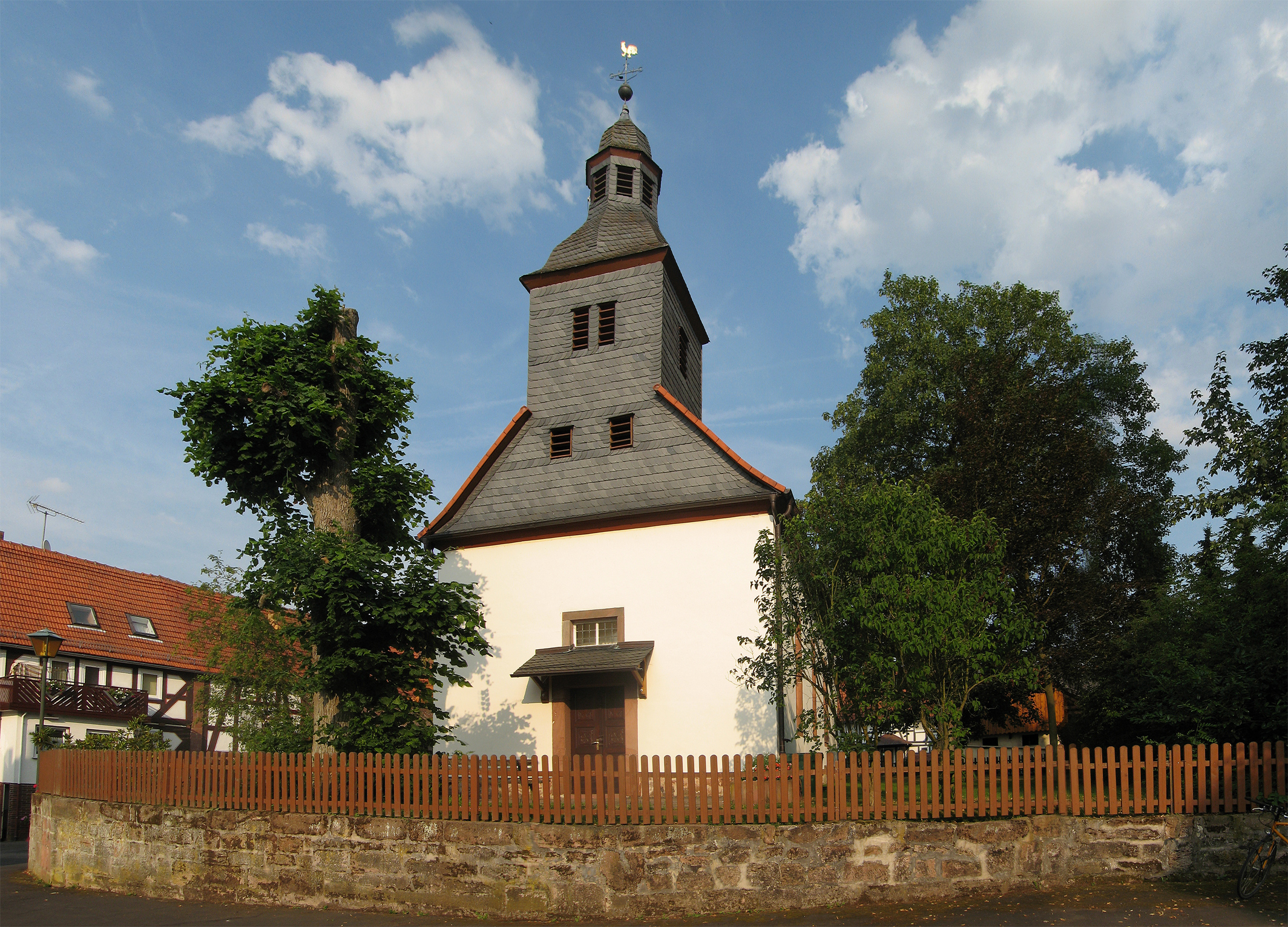
Stadtteil Hatzbach
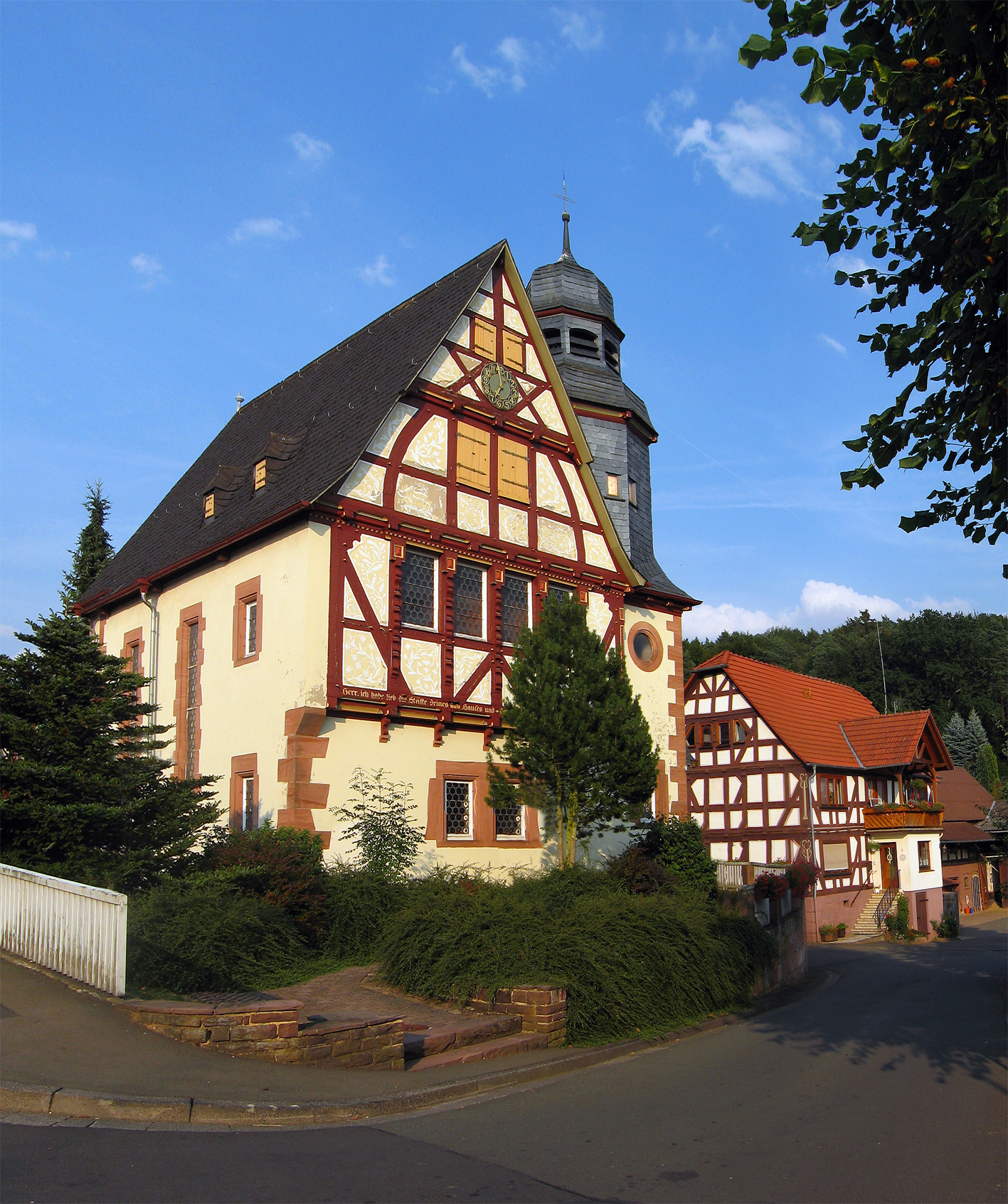
Stadtteil Wolferode

## Geschichte

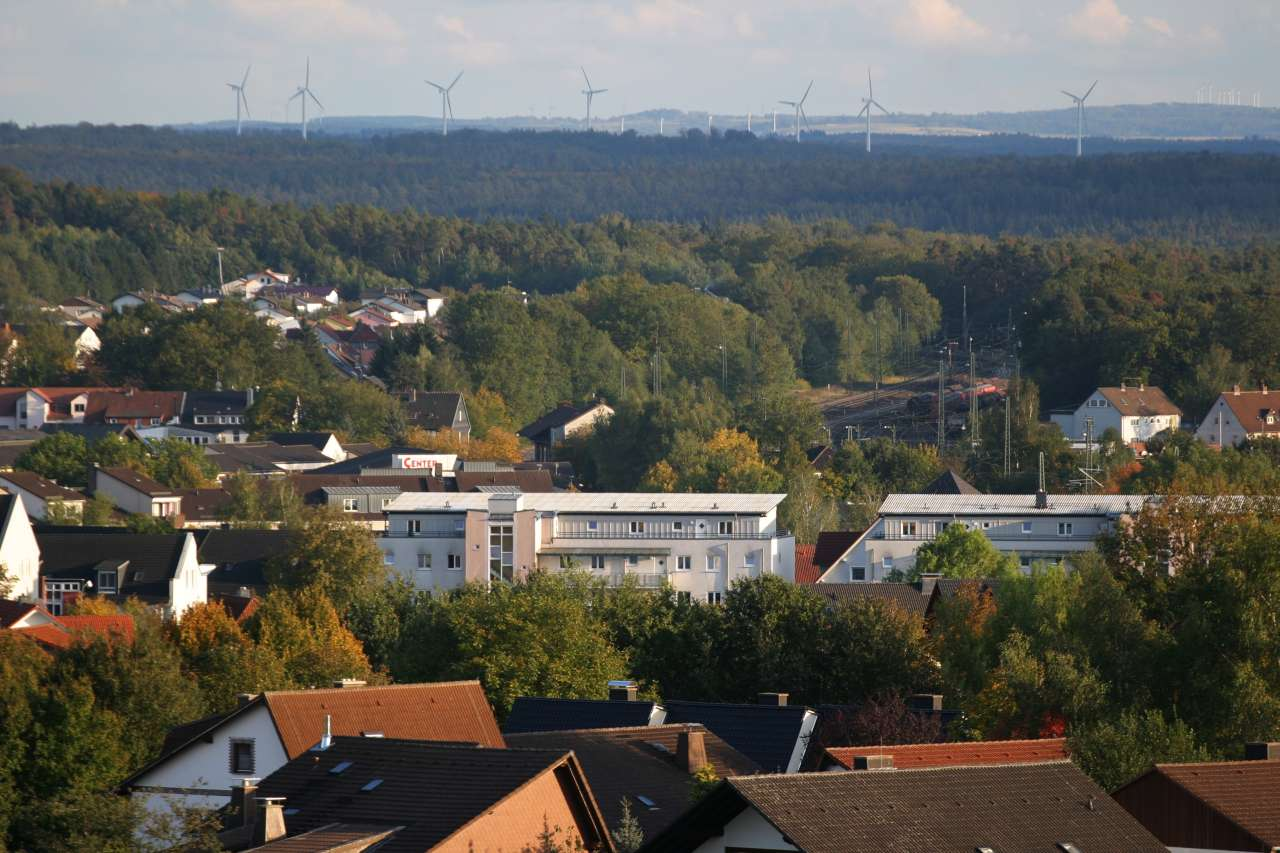
Blick über die Stadt

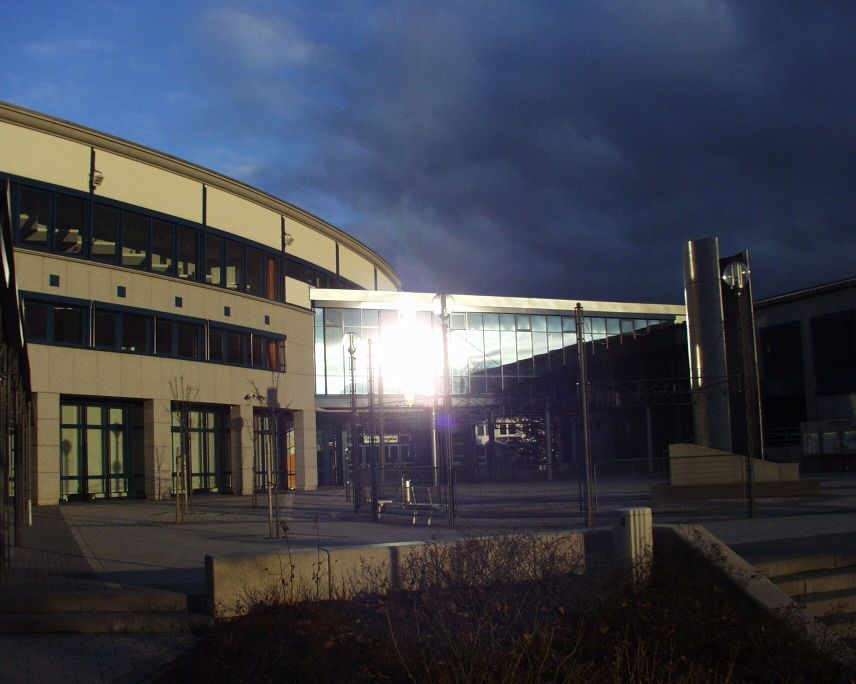
Stadthalle und Rathaus

### Ortsgeschichte
Keimzelle der heutigen Stadt ist das im Jahr 782 als „in villa, quae vocatur Berinscozo“ erstmals urkundlich erwähnte Dorf Allendorf (auch Allendorf im Bärenschießen genannt). Bis 1803 gehörte Allendorf zu Kurmainz und fiel dann infolge der Säkularisation an das Kurfürstentum Hessen. Nach der preußischen Annexion Kurhessens nach dem Deutschen Krieg von 1866 gehörte es zum Königreich Preußen.
Bis zum Ende der 1930er Jahre war Allendorf eine kleinbäuerlich geprägte Landgemeinde mit etwa 1.500 Einwohnern. Zur Unterscheidung von anderen Ortschaften gleichen Namens und wegen des überwiegend katholischen Glaubens seiner Einwohner wurde es auch Katholisch-Allendorf genannt.

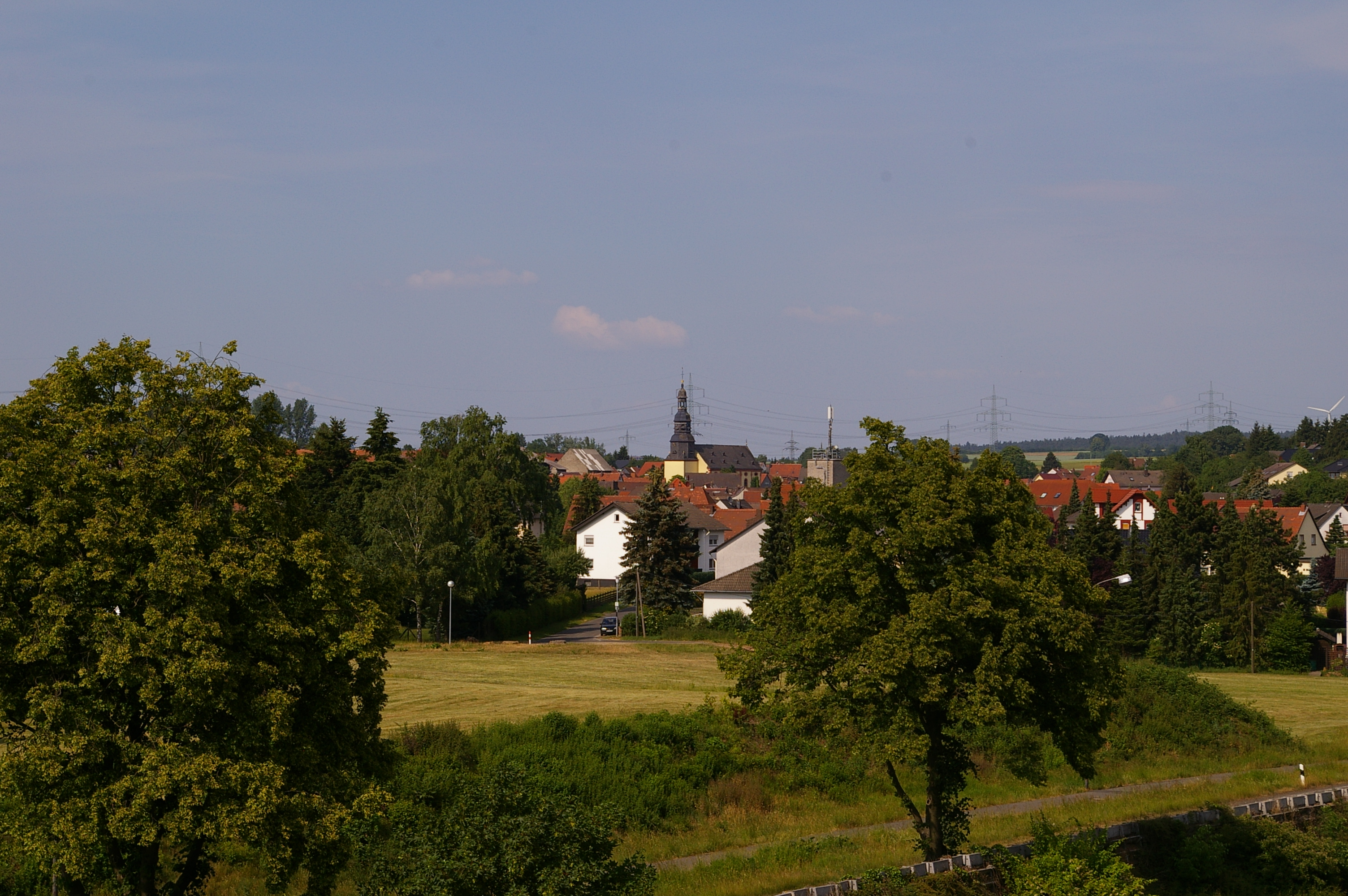
Blick über den alten Ortskern „Altes Dorf“

Den Beginn der Entwicklung zur heutigen Stadt markierte der Baubeginn zweier Sprengstofffabriken im Jahr 1938. Von den beiden Rüstungsfirmen WASAG und DAG wurde hier unter großer Geheimhaltung Sprengstoff produziert und vor Ort in Bomben und Granaten verfüllt. Die beiden Werke stellten während des Zweiten Weltkrieges die größte Produktionsstätte für Munition in Europa überhaupt dar. Noch heute werden einige Wohnviertel in Stadtallendorf nach den Rüstungsunternehmen benannt. Die beiden Sprengstoffwerke umfassten eine Gesamtfläche von rund 1.000 ha und lagen aus Gründen der Tarnung gegen Luftaufklärung ausschließlich im Wald. Mehr als 15.000 Zwangsarbeiter mussten in den Rüstungsbetrieben arbeiten. Sie waren unter anderem im KZ-Außenlager Münchmühle, das zum KZ Buchenwald gehörte, untergebracht. Während des Zweiten Weltkrieges blieb der Standort von Luftangriffen der Alliierten weitgehend verschont. Nach der Niederlage des Zweiten Weltkriegs richteten die US-Streitkräfte in den Arbeiterbaracken der Rüstungsunternehmen ein Internierungslager für Generäle der Wehrmacht ein.
Das rund 600 Hektar große Gelände der ehemaligen Rüstungsbetriebe galt als eine der größten Rüstungsaltlasten in Deutschland, zum Teil mit hohen Chemikalienbelastungen auf Wohngrundstücken. Ab 1991 wurde das Gelände flächendeckend saniert. Im März 2006 wurde die Sanierung offiziell für beendet erklärt. Die Sanierung kostete nach Angaben des hessischen Umweltministeriums 167 Millionen Euro. 154 Tonnen Schadstoffe aus dem Boden, 697 Tonnen von einer Halde sowie drei Tonnen noch sprengfähiges TNT wurden entsorgt.
Von 1945 bis 1949 wurden die Einrichtungen der Rüstungsbetriebe demontiert. Die rund 400 leerstehenden Betriebsgebäude blieben erhalten. Ab 1948 siedelten sich hier Industrie- und Gewerbebetriebe an. Allendorf entwickelte sich in der Folgezeit zu einer typischen Vertriebenengemeinde. 1960 erhielt die mittlerweile auf rund 10.000 Einwohner angewachsene Gemeinde die Stadtrechte und den offiziellen Namen Stadt Allendorf. Im Jahr 1977 erfolgte die Umbenennung in Stadtallendorf.
Im Stadtteil Schweinsberg befindet sich die Burg Schweinsberg aus dem 13. Jahrhundert, heute eine Wohneigentumsanlage. Bei dem Stadtteil Niederklein befinden sich die Reste der Burg Waffensand, und westlich der Kernstadt befand sich die im 15. Jahrhundert wüst gefallene Siedlung Münchhausen, bei der wohl ein kleinerer Wehrhof, aber keine eigentliche Burg bestand.
Im Zuge der Gebietsreform in Hessen wurden zum 31. Dezember 1971 die bis dahin selbständigen Gemeinden Erksdorf und Hatzbach sowie die Stadt Schweinsberg auf freiwilliger Basis nach Stadtallendorf eingegliedert. Kraft Landesgesetz kamen am 1. Juli 1974 die Gemeinden Niederklein und Wolferode hinzu.
Für Erksdorf alle ehemals eigenständigen Gemeinden von Stadtallendorf wurde ein Ortsbezirk mit Ortsbeirat und Ortsvorsteher nach der Hessischen Gemeindeordnung eingerichtet.

### Verwaltungsgeschichte im Überblick
Die folgende Liste zeigt die Staaten und Verwaltungseinheiten, denen Stadtallendorf angehört(e):
- vor 1803: Heiliges Römisches Reich, Kurfürstentum Mainz, Amt Neustadt
- ab 1803: Heiliges Römisches Reich, Landgrafschaft Hessen-Kassel, Fürstentum Fritzlar, Amt Neustadt
- ab 1806: Landgrafschaft Hessen-Kassel, Fürstentum Fritzlar, Amt Neustadt
- 1807–1813: Königreich Westphalen, Departement der Werra, Distrikt Marburg, Kanton Kirchhain
- ab 1815: Kurfürstentum Hessen, Fürstentum Fritzlar, Amt Neustadt[10]
- ab 1821: Kurfürstentum Hessen, Provinz Oberhessen, Kreis Kirchhain[11][Anm. 2]
- ab 1848: Kurfürstentum Hessen, Bezirk Marburg
- ab 1851: Kurfürstentum Hessen, Provinz Oberhessen, Kreis Kirchhain
- ab 1867: Königreich Preußen, Provinz Hessen-Nassau, Regierungsbezirk Kassel, Kreis Kirchhain
- ab 1918: Deutsches Reich, Freistaat Preußen, Provinz Hessen-Nassau, Regierungsbezirk Kassel, Kreis Kirchhain
- ab 1932: Deutsches Reich, Freistaat Preußen, Provinz Hessen-Nassau, Regierungsbezirk Kassel, Kreis Marburg
- ab 1944: Deutsches Reich, Freistaat Preußen, Provinz Kurhessen, Kreis Marburg
- ab 1945: Deutsches Reich, Amerikanische Besatzungszone, Groß-Hessen, Regierungsbezirk Kassel, Kreis Marburg
- ab 1946: Deutsches Reich, Amerikanische Besatzungszone, Hessen, Regierungsbezirk Kassel, Kreis Marburg
- ab 1949: Bundesrepublik Deutschland, Hessen, Regierungsbezirk Kassel, Kreis Marburg
- ab 1974: Bundesrepublik Deutschland, Hessen, Regierungsbezirk Kassel, Landkreis Marburg-Biedenkopf
- ab 1981: Bundesrepublik Deutschland, Hessen, Regierungsbezirk Gießen, Landkreis Marburg-Biedenkopf

## Bevölkerung

### Einwohnerstruktur 2011
Nach den Erhebungen des Zensus 2011 lebten am Stichtag, dem 9. Mai 2011, in Stadtallendorf 20.722 Einwohner. Darunter waren 3717 (17,9 %) Ausländer, von denen 802 aus dem EU-Ausland, 2712 aus anderen europäischen Ländern und 202 aus anderen Staaten kamen. Von den deutschen Einwohnern hatten 25,3 % einen Migrationshintergrund. (Bis zum Jahr 2019 erhöhte sich die Ausländerquote auf 26,2 %.) Nach dem Lebensalter waren 3948 Einwohner unter 18 Jahren, 8772 zwischen 18 und 49, 4044 zwischen 50 und 64 und 3954 Einwohner waren älter. Die Einwohner lebten in 8610 Haushalten. Davon waren 2547 Singlehaushalte, 2262 Paare ohne Kinder und 2838 Paare mit Kindern, sowie 738 Alleinerziehende und 225 Wohngemeinschaften. In 1689 Haushalten lebten ausschließlich Senioren und in 5862 Haushaltungen lebten keine Senioren.

### Einwohnerstatistik
| Quelle: Historisches Ortslexikon |                                                                                         |
| • 1582:                          | 39 Haushalte                                                                            |
| • 1604:                          | Ort größtenteils in Asche gelegt                                                        |
| • 1624:                          | 106 Haushalte; 47 Ackerleute, 59 Einläuftige                                            |
| • 1643:                          | 24 Wohnhäuser                                                                           |
| • 1670:                          | 71 Haushalte                                                                            |
| • 1681:                          | 50 hausgesessene Mannschaften                                                           |
| • 1744:                          | 88 Haushalte                                                                            |
| • 1838:                          | Familien: 76 nutzungsberechtigte, 16 nicht nutzungsberechtigte Ortsbürger, 16 Beisassen |

| Stadtallendorf: Einwohnerzahlen von 1747 bis 2020 | Stadtallendorf: Einwohnerzahlen von 1747 bis 2020 | Stadtallendorf: Einwohnerzahlen von 1747 bis 2020 | Stadtallendorf: Einwohnerzahlen von 1747 bis 2020 | Stadtallendorf: Einwohnerzahlen von 1747 bis 2020 |
| --- | ------------------------------------------------- | ------------------------------------------------- | ------------------------------------------------- | ------------------------------------------------- |
| Jahr |                                                   |                                                   |                                                   | Einwohner                                         |
| 1747 | 1747                                              |                                                   | 742                                               | 742                                               |
| 1801 | 1801                                              |                                                   | 1.032                                             | 1.032                                             |
| 1834 | 1834                                              |                                                   | 1.317                                             | 1.317                                             |
| 1840 | 1840                                              |                                                   | 1.376                                             | 1.376                                             |
| 1846 | 1846                                              |                                                   | 1.463                                             | 1.463                                             |
| 1852 | 1852                                              |                                                   | 1.470                                             | 1.470                                             |
| 1858 | 1858                                              |                                                   | 1.495                                             | 1.495                                             |
| 1864 | 1864                                              |                                                   | 1.620                                             | 1.620                                             |
| 1871 | 1871                                              |                                                   | 1.310                                             | 1.310                                             |
| 1875 | 1875                                              |                                                   | 1.430                                             | 1.430                                             |
| 1885 | 1885                                              |                                                   | 1.456                                             | 1.456                                             |
| 1895 | 1895                                              |                                                   | 1.459                                             | 1.459                                             |
| 1905 | 1905                                              |                                                   | 1.397                                             | 1.397                                             |
| 1910 | 1910                                              |                                                   | 1.391                                             | 1.391                                             |
| 1925 | 1925                                              |                                                   | 1.504                                             | 1.504                                             |
| 1939 | 1939                                              |                                                   | 1.497                                             | 1.497                                             |
| 1946 | 1946                                              |                                                   | 2.208                                             | 2.208                                             |
| 1950 | 1950                                              |                                                   | 4.058                                             | 4.058                                             |
| 1956 | 1956                                              |                                                   | 6.198                                             | 6.198                                             |
| 1961 | 1961                                              |                                                   | 10.824                                            | 10.824                                            |
| 1967 | 1967                                              |                                                   | 14.844                                            | 14.844                                            |
| 1973 | 1973                                              |                                                   | 20.811                                            | 20.811                                            |
| 1975 | 1975                                              |                                                   | 20.551                                            | 20.551                                            |
| 1980 | 1980                                              |                                                   | 20.243                                            | 20.243                                            |
| 1985 | 1985                                              |                                                   | 20.168                                            | 20.168                                            |
| 1990 | 1990                                              |                                                   | 21.136                                            | 21.136                                            |
| 1995 | 1995                                              |                                                   | 21.398                                            | 21.398                                            |
| 2000 | 2000                                              |                                                   | 21.656                                            | 21.656                                            |
| 2005 | 2005                                              |                                                   | 21.497                                            | 21.497                                            |
| 2010 | 2010                                              |                                                   | 21.861                                            | 21.861                                            |
| 2011 | 2011                                              |                                                   | 20.722                                            | 20.722                                            |
| 2015 | 2015                                              |                                                   | 21.861                                            | 21.861                                            |
| 2020 | 2020                                              |                                                   | 21.263                                            | 21.263                                            |
| Datenquelle: Historisches Gemeindeverzeichnis für Hessen: Die Bevölkerung der Gemeinden 1834 bis 1967. Wiesbaden: Hessisches Statistisches Landesamt, 1968. Weitere Quellen: LAGIS; Hessisches Statistisches Informationssystem; Zensus 2011 Ab 1972 einschließlich der im Zuge der Gebietsreform in Hessen eingegliederten Orte. |                                                   |                                                   |                                                   |                                                   |

### Konfessionsstatistik
| Quelle: Historisches Ortslexikon |                                                                                                   |
| • 1861:                          | 10 evangelisch-lutherische, zwei evangelisch-reformierte, 1501 katholische, 39 jüdische Einwohner |
| • 1885:                          | 22 evangelische (= 1,51 %), 1395 katholische (= 95,81 %) und 39 jüdische (= 2,68 %) Einwohner     |
| • 1961:                          | 4965 evangelische (= 45,87 %), 5547 katholische (= 51,25 %) Einwohner                             |
| • 1987:                          | 7979 evangelische (= 40,84 %), 7989 katholische (= 40,89 %), 3570 sonstige (= 18,27 %) Einwohner  |
| • 2011:                          | 7240 evangelische (= 34,94 %), 6700 katholische (= 32,33 %), 6790 sonstige (= 32,77 %) Einwohner  |

Der Anteil der Protestanten und Katholiken an der Gesamtbevölkerung ist seitdem jährlich um 1 % gesunken. Gemäß dem Zensus 2022 waren 29,4 % der Einwohner katholisch, 28,3 % evangelisch, und 43,3 % waren konfessionslos, gehörten einer anderen Glaubensgemeinschaft an oder machten keine Angabe.

### Historische Erwerbstätigkeit
| Quelle: Historisches Ortslexikon | |
| • 1838:                          | Familien: 153 Ackerbau, 51 Gewerbe, 53 Tagelöhner |
| • um 1800:                       | Erwerbspersonen: 91 Bauern, ein Mahlmüller, zwei Roßmüller, zwei Wirte, 5 Schmiede, drei Schreiner, ein Wagner, 7 Zimmerleute, 6 Maurer, vier Schneider, vier Schuhflicker, 7 Leineweber, drei Musikanten, ein Seifensieder, ein Ziegelbrenner, 6 Schäfer, 36 Tagelöhner und Spinnerinnen, ein Teersieder am Bohnhof |
| • 1936:                          | Erwerbspersonen: 600 Land- und Forstwirtschaft, 510 Industrie und Handwerk, 215 Handel und Verkehr, 49 öffentliche und private Dienste, 13 häusliche Dienste, 110 selbständige Berufslose |
| • 1961:                          | Erwerbspersonen: 286 Land- und Forstwirtschaft, 2965 Produzierendes Gewerbe, 487 Handel und Verkehr, 598 Dienstleistungen und Sonstiges |

## Religion
Ursprung von Stadtallendorf ist das katholische Dorf Allendorf. Bis kurz vor dem Zweiten Weltkrieg wurde Allendorf im Volksmund zur Unterscheidung von zahlreichen anderen Orten gleichen Namens „Katholisch Allendorf“ genannt und hatte etwa 1500 Einwohner. Nach dem Zweiten Weltkrieg veränderten sich die Religionsverhältnisse durch den Zuzug vieler Arbeiter und Vertriebener. Heute gibt es auch eine große evangelische Gemeinde. In Stadtallendorf ist migrationsbedingt der Ausländeranteil bei ungefähr 21 %, dort leben Menschen aus über 70 Nationen.

### Katholische Kirche
Stadtallendorf gehört kirchlich zum Bistum Fulda. Die katholische Kirchengemeinde in der Kernstadt verfügt über drei Kirchen (St. Katharina, Christkönig und St. Michael), die früher eigene Pfarrgemeinden bildeten. Eine weitere eigenständige katholische Kirchengemeinde bestand im Ortsteil Niederklein (St. Blasius und St. Elisabeth). Seit dem 1. Januar 2016 sind infolge von sinkenden Zahlen von Katholiken und des Priestermangels alle vier genannten Kirchengemeinden unter dem Dach der neuen Pfarrei Heilig Geist vereint. Mit einigen anderen katholischen Kirchengemeinden in der Umgebung (Emsdorf, Momberg und Neustadt) bildet die katholische Kirchengemeinde von Stadtallendorf den Pastoralverbund Mariabild Stadtallendorf-Neustadt. Dieser ist nach der im Herrenwald zwischen Stadtallendorf und Neustadt gelegenen Forstkapelle Mariabild benannt.

### Evangelische Kirche
Die evangelische Kirchengemeinde Stadtallendorf ist mit rund 4800 Mitgliedern die größte im Kirchenkreis Kirchhain. Gleichzeitig ist sie Trägerin der einzigen evangelischen Sing- und Musikschule in Deutschland, die dem „Verband deutscher Musikschulen“ angehört. 40 Mitarbeiter sind vor allem in der Kindertagesstätte, dem integrativen Hort und der Sing- und Musikschule tätig. Der Haushalt der Gemeinde liegt bei mehr als einer Million Euro im Jahr. Die evangelische Kirchengemeinde hat zwei Kirchen – die Herrenwald- und die evangelische Stadtkirche. Eine im Dezember 1952 unter dem Namen „Notkirche“ eingeweihte „Diasporakapelle“ des Architekten Otto Bartning wird heute als Gemeindehaus genutzt. Durch An- und Umbauten zwar leicht verändert, ist sie jedoch gut erhalten. 2013 wurde die 1965 erbaute Herrenwaldkirche entwidmet. In den Ortsteilen Erksdorf, Hatzbach (Kirche Hatzbach), Schweinsberg (Stephanskirche) und Wolferode gibt es weitere evangelische Kirchen.

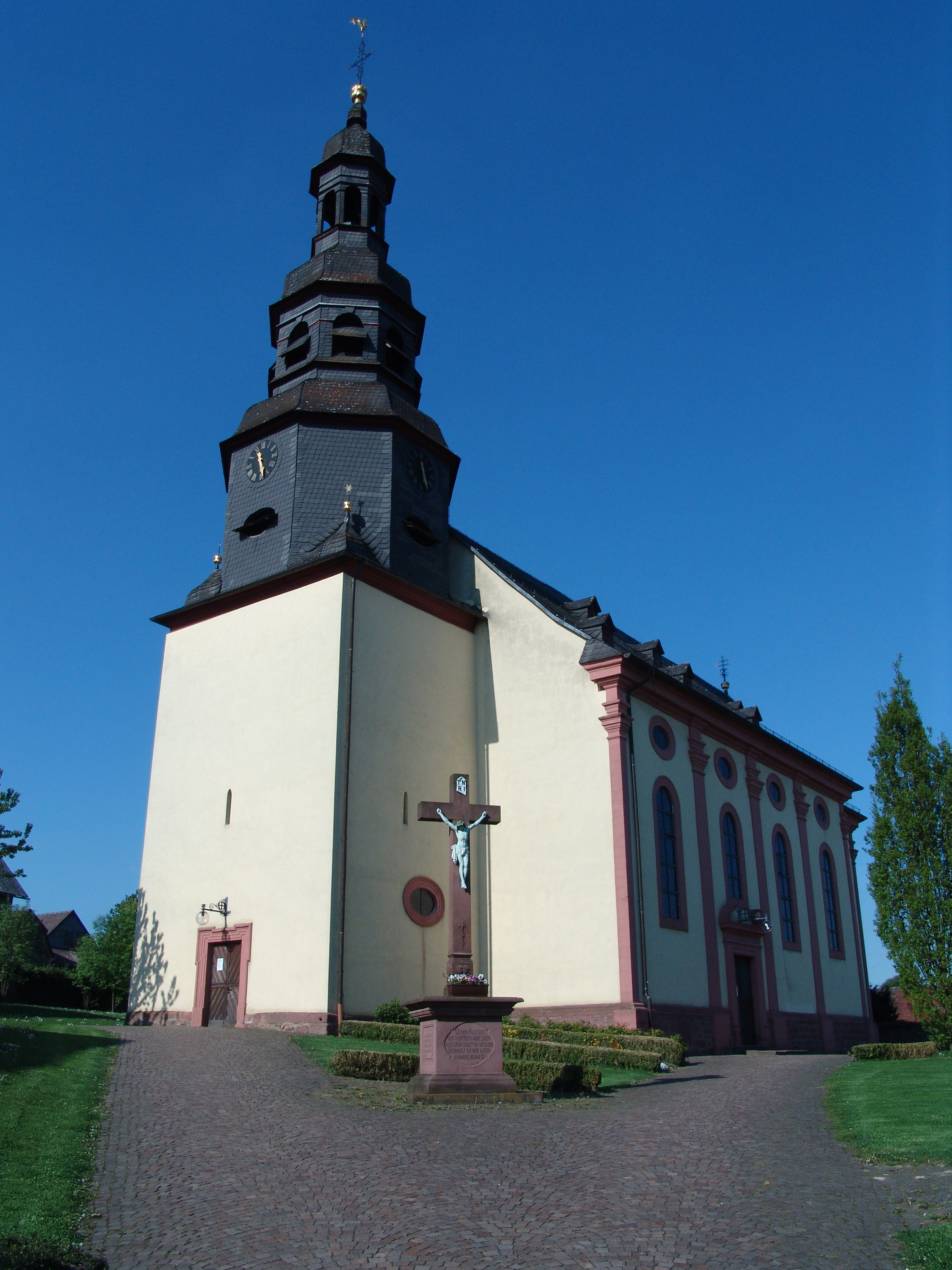
Die Katholische Filialkirche St. Katharina in Stadtallendorf von 1732
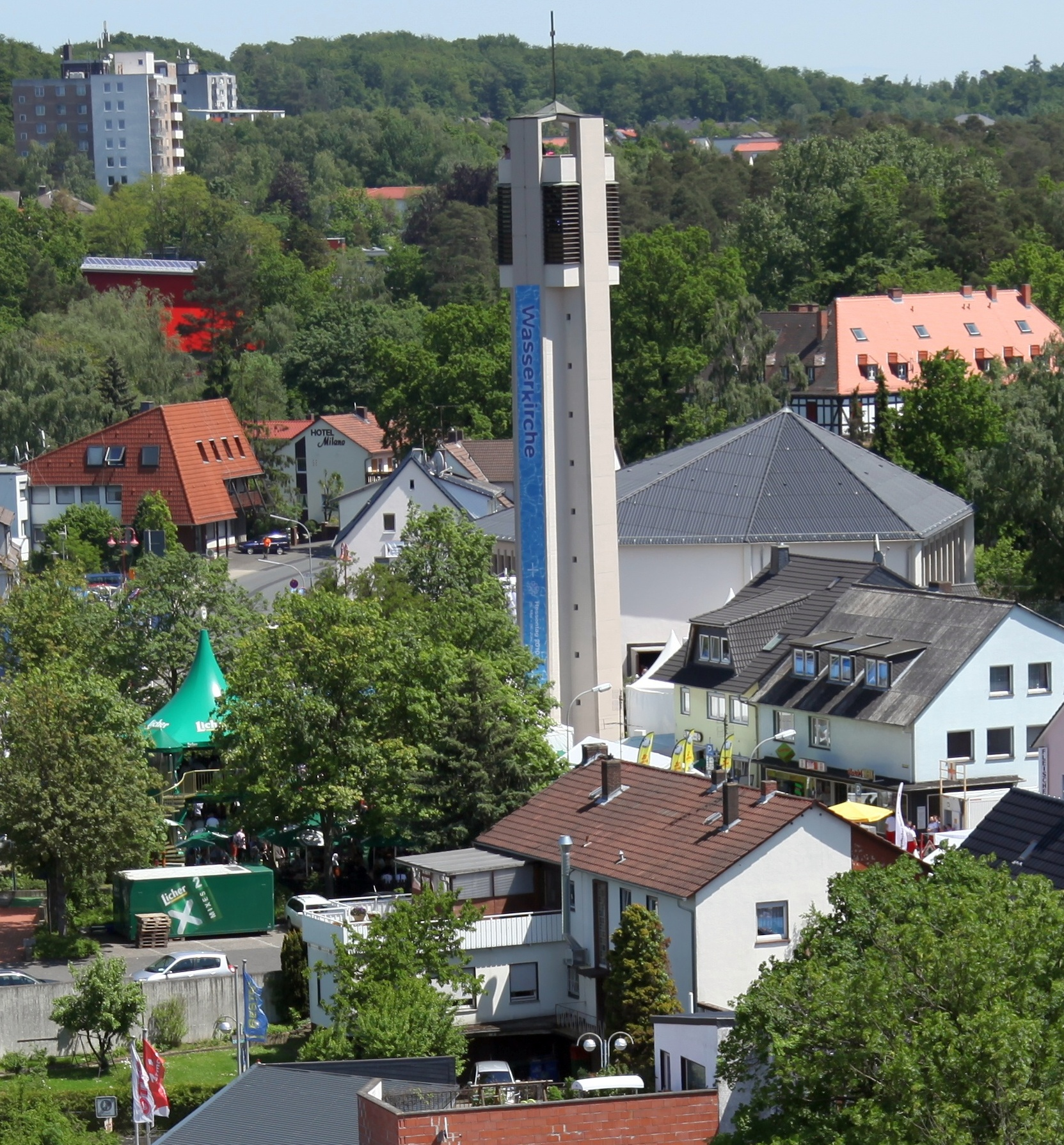
Evangelische Stadtkirche
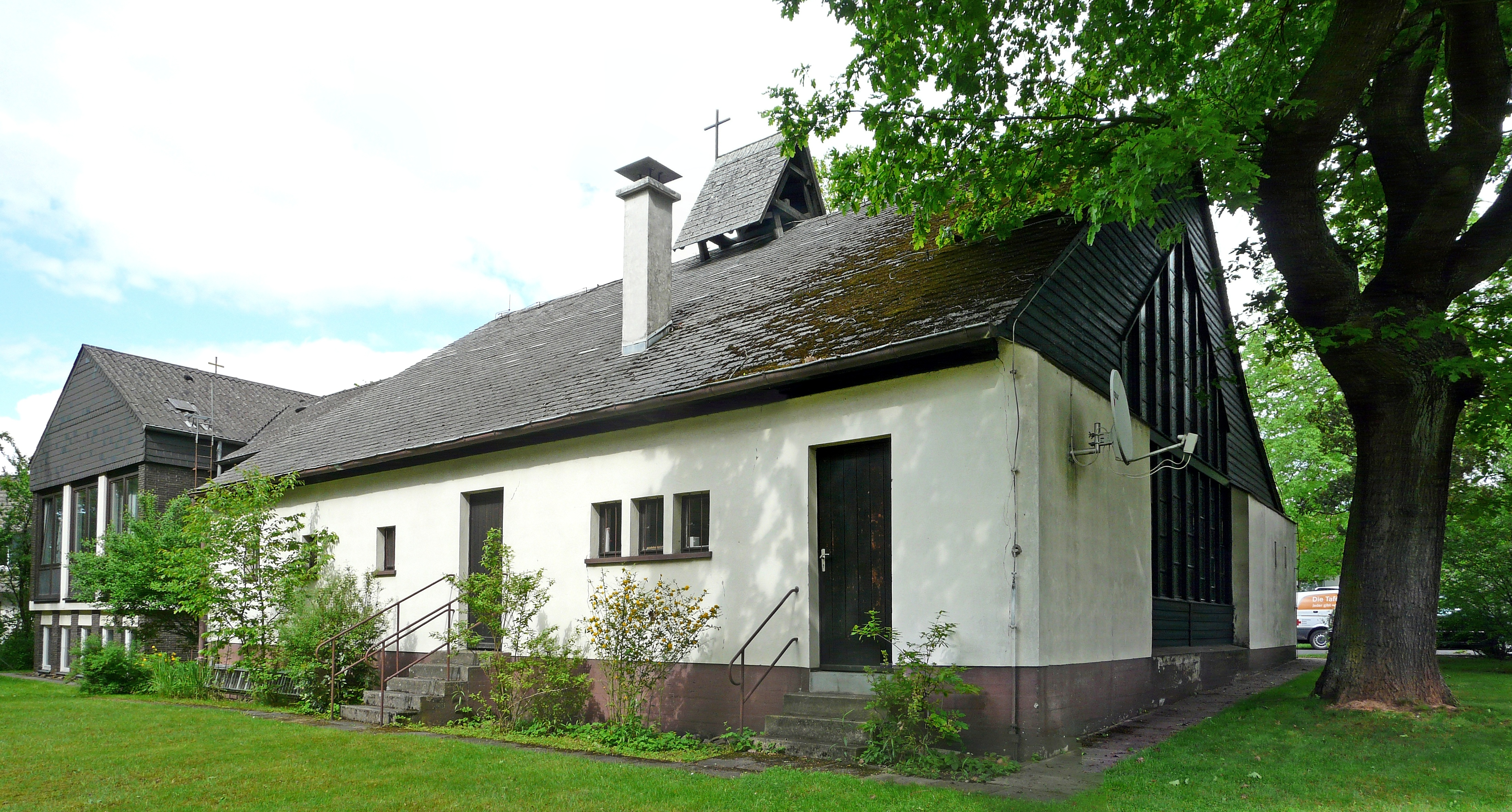
Evangelisches Gemeindehaus mit der „Notkirche“ von 1952
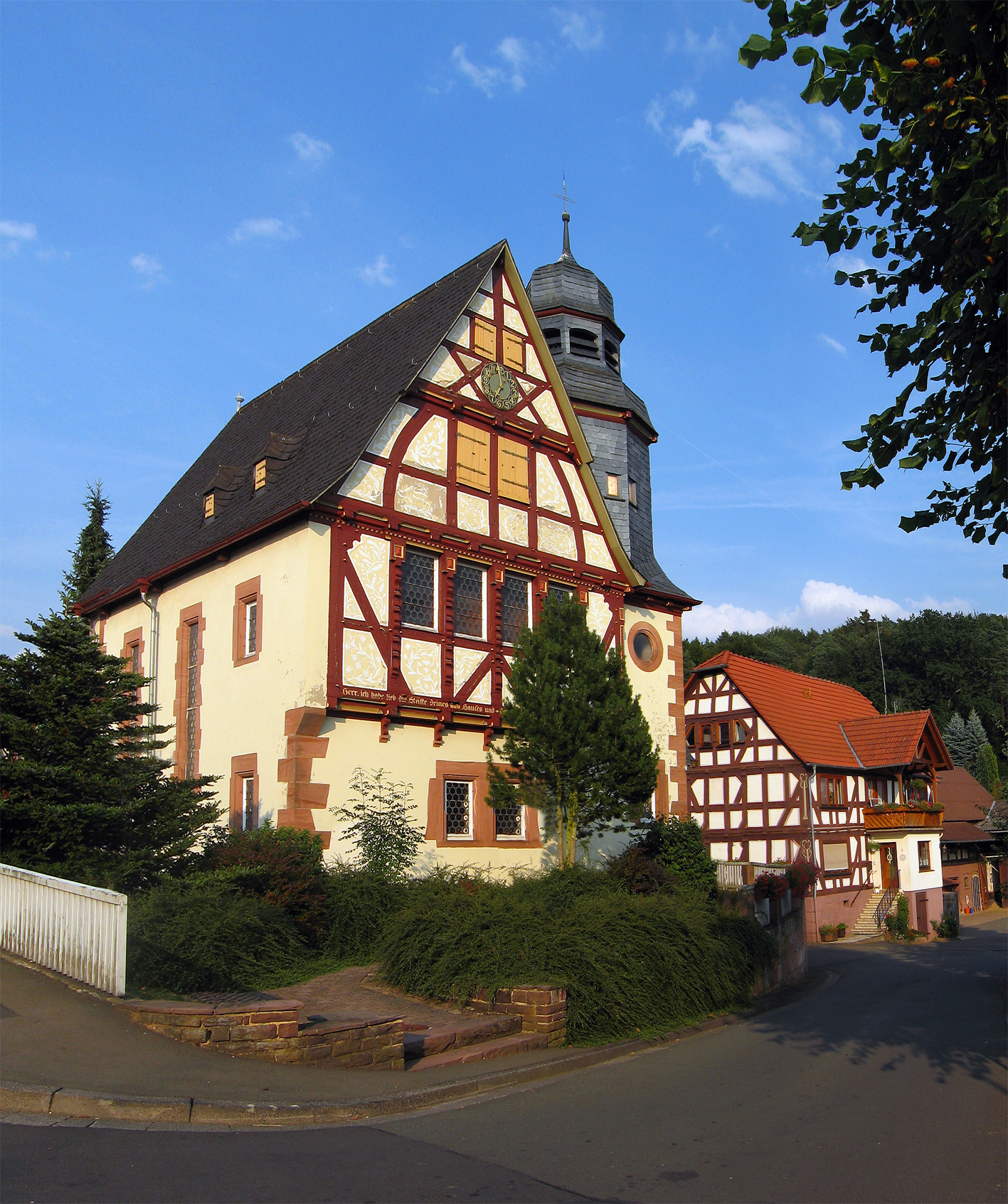
Evangelische Kirche Wolferode

### Islam

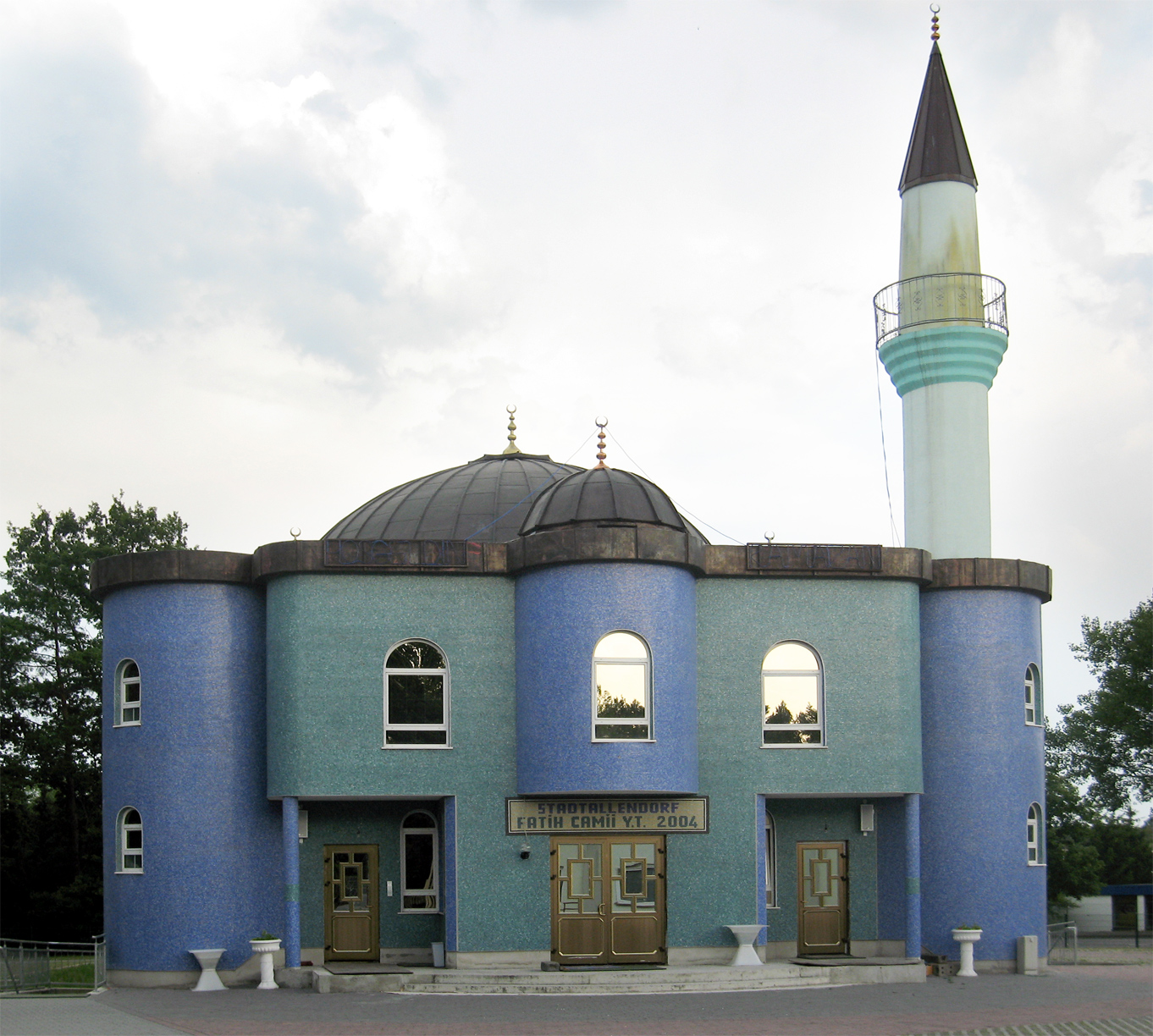
Die Fatih-Moschee

In Stadtallendorf leben über 5.000 Muslime. Die überwiegende Mehrheit der Muslime ist türkischer Herkunft. Im Wupperweg existiert die Fatih-Moschee (türkisch Fatih Camii), die zum DITIB-Verband gehört und auf die 2009 ein Brandanschlag verübt wurde. Die Gründung der Fatih-Moschee geht auf eine Initiative türkischer Gastarbeiter der Eisengießerei Fritz Winter zurück. Das Unternehmen ließ 1970 mit Spenden der Gastarbeiter und mit finanzieller Unterstützung der Betriebsleitung auf einem Firmengelände in der Weichselstraße eine Baracke bauen, die jahrelang als Moschee genutzt wurde. In den 1990er Jahren erfolgte dann der Umzug zum heutigen Standort, wo ein Gebäude samt Grundstück durch den Moschee-Verein erworben wurde. Der Fertigstellung des Neubaus der Moschee mit Kuppel und Minarett erfolgte 2004.
Neben der Fatih-Moschee existieren auch eine Moschee des VIKZ sowie des IGMG. Des Weiteren existiert auch eine Gemeinde der Aleviten.

### Judentum
In Stadtallendorf existierte bis zur Zeit des Nationalsozialismus noch eine kleine jüdische Gemeinde, deren Mitglieder während der Nazi-Herrschaft emigrierten oder deportiert und ermordet wurden. Von dieser Gemeinde zeugt heute noch der Jüdische Friedhof am „Läuser Weg“, der erhalten geblieben ist.

## Politik

### Stadtverordnetenversammlung
Die Kommunalwahl am 14. März 2021 lieferte folgendes Ergebnis, in Vergleich gesetzt zu früheren Kommunalwahlen:
| Sitzverteilung in der Stadtverordnetenversammlung 2021Insgesamt 37 Sitze - SPD: 13 - Grüne: 3 - FDP: 4 - CDU: 14 - BUS: 3 | Parteien und Wählergemeinschaften | Parteien und Wählergemeinschaften             | 2021  | 2021  | 2016  | 2016  | 2011  | 2011  | 2006  | 2006  | 2001  | 2001  |
| Sitzverteilung in der Stadtverordnetenversammlung 2021Insgesamt 37 Sitze - SPD: 13 - Grüne: 3 - FDP: 4 - CDU: 14 - BUS: 3 | Parteien und Wählergemeinschaften | Parteien und Wählergemeinschaften             | %     | Sitze | %     | Sitze | %     | Sitze | %     | Sitze | %     | Sitze |
| Sitzverteilung in der Stadtverordnetenversammlung 2021Insgesamt 37 Sitze - SPD: 13 - Grüne: 3 - FDP: 4 - CDU: 14 - BUS: 3 | CDU                               | Christlich Demokratische Union Deutschlands   | 36,9  | 14    | 38,2  | 14    | 45,1  | 17    | 47,4  | 18    | 50,0  | 19    |
| Sitzverteilung in der Stadtverordnetenversammlung 2021Insgesamt 37 Sitze - SPD: 13 - Grüne: 3 - FDP: 4 - CDU: 14 - BUS: 3 | SPD                               | Sozialdemokratische Partei Deutschlands       | 34,2  | 13    | 32,1  | 12    | 32,9  | 12    | 32,4  | 12    | 29,7  | 11    |
| Sitzverteilung in der Stadtverordnetenversammlung 2021Insgesamt 37 Sitze - SPD: 13 - Grüne: 3 - FDP: 4 - CDU: 14 - BUS: 3 | FDP                               | Freie Demokratische Partei                    | 11,4  | 4     | 9,8   | 4     | 6,3   | 2     | —     | —     | —     | —     |
| Sitzverteilung in der Stadtverordnetenversammlung 2021Insgesamt 37 Sitze - SPD: 13 - Grüne: 3 - FDP: 4 - CDU: 14 - BUS: 3 | Grüne                             | Bündnis 90/Die Grünen                         | 9,8   | 3     | 6,7   | 2     | 10,2  | 4     | —     | —     | —     | —     |
| Sitzverteilung in der Stadtverordnetenversammlung 2021Insgesamt 37 Sitze - SPD: 13 - Grüne: 3 - FDP: 4 - CDU: 14 - BUS: 3 | BUS                               | Bürger Union Stadtallendorf                   | 7,7   | 3     | 13,3  | 5     | —     | —     | —     | —     | —     | —     |
| Sitzverteilung in der Stadtverordnetenversammlung 2021Insgesamt 37 Sitze - SPD: 13 - Grüne: 3 - FDP: 4 - CDU: 14 - BUS: 3 | REP                               | Die Republikaner                              | —     | —     | —     | —     | 5,6   | 2     | 7,1   | 3     | 9,1   | 3     |
| Sitzverteilung in der Stadtverordnetenversammlung 2021Insgesamt 37 Sitze - SPD: 13 - Grüne: 3 - FDP: 4 - CDU: 14 - BUS: 3 | AGS                               | Arbeitsgemeinschaft für Kommunalpolitik e. V. | —     | —     | —     | —     | —     | —     | 6,7   | 2     | 6,9   | 2     |
| Sitzverteilung in der Stadtverordnetenversammlung 2021Insgesamt 37 Sitze - SPD: 13 - Grüne: 3 - FDP: 4 - CDU: 14 - BUS: 3 | BB-F.D.P.                         | Bürgerblock – F.D.P.                          | —     | —     | —     | —     | —     | —     | 6,4   | 2     | 4,3   | 2     |
| Sitzverteilung in der Stadtverordnetenversammlung 2021Insgesamt 37 Sitze - SPD: 13 - Grüne: 3 - FDP: 4 - CDU: 14 - BUS: 3 | Gesamt                            | Gesamt                                        | 100,0 | 37    | 100,0 | 37    | 100,0 | 37    | 100,0 | 37    | 100,0 | 37    |
| Sitzverteilung in der Stadtverordnetenversammlung 2021Insgesamt 37 Sitze - SPD: 13 - Grüne: 3 - FDP: 4 - CDU: 14 - BUS: 3 | Ungültige Stimmen in %            | Ungültige Stimmen in %                        | 3,0   | —     | 3,1   | —     | 3,9   | —     | 2,7   | —     | 2,5   | —     |
| Sitzverteilung in der Stadtverordnetenversammlung 2021Insgesamt 37 Sitze - SPD: 13 - Grüne: 3 - FDP: 4 - CDU: 14 - BUS: 3 | Wahlbeteiligung in %              | Wahlbeteiligung in %                          | 36,9  | 36,9  | 39,8  | 39,8  | 41,6  | 41,6  | 41,9  | 41,9  | 52,5  | 52,5  |

### Bürgermeister
Nach der hessischen Kommunalverfassung wird der Bürgermeister für eine sechsjährige Amtszeit gewählt, seit dem Jahr 1993 in einer Direktwahl, und ist Vorsitzender des Magistrats, dem in der Stadt Stadtallendorf neben dem Bürgermeister ehrenamtlich ein Erster Stadtrat und acht weitere Stadträte angehören. Bürgermeister ist seit dem 15. März 2012 Christian Somogyi (SPD). Er wurde, nach einer ersten gescheiterten Kandidatur 2005, sechs Jahre später als Nachfolger von Manfred Vollmer (CDU), der nach fünf Amtszeiten nicht wieder kandidiert hatte, am 2. Oktober 2011 in einer Stichwahl bei 50,59 Prozent Wahlbeteiligung mit 52,56 Prozent der Stimmen gewählt. Es folgten zwei Wiederwahlen, zuletzt im Oktober 2023.
Amtszeiten der Bürgermeister
- 2012–2030 Christian Somogyi (SPD)
- 1982–2012 Manfred Vollmer[43]

### Wappen und Flaggen
|  |  |
|  |  |

| | Blasonierung: „In Blau ein goldener, rotbewehrter Bär und ein neunmal von Silber und Rot geteilter Löwe, die ein silbernes, sechsspeichiges Rad emporhalten.“ |
| Wappenbegründung: Hessischer Löwe und Mainzer Rad kennzeichnen die Zugehörigkeit der Gemeinde: bis zur Säkularisation zum Erzbistum Mainz, danach zu Hessen. Der Bär spielt auf den Namen „Allendorf im Bärenschießen“ an, den die Gemeinde zur Unterscheidung von anderen Orten mit gleichem Namen führte. Das Wappen wurde auch nach der Eingliederung von umliegenden Gemeinden in die Stadt im Rahmen der Hessischen Gebietsreform beibehalten. Das Wappen wurde am 18. Oktober 1955 vom Hessischen Minister des Innern genehmigt. Mit Erlangung der Stadtrechte genehmigte der Innenminister am 21. September 1960 auch die Flaggen mit folgender Beschreibung: Die Flagge besteht aus einem oberen blauen und einem unteren gelben Querstreifen in gleicher Breite. Auf der Bannerflagge, ebenfalls blau-gelb, ist das Stadtwappen leicht nach oben versetzt angebracht. | |

### Städtepartnerschaften
Stadtallendorf unterhält mit folgenden Städten eine Städtepartnerschaft:
- St Ives, England, Vereinigtes Königreich (seit 1989)
- Coswig (Anhalt), Sachsen-Anhalt, Deutschland (seit 1993)

## Kultur und Sehenswürdigkeiten

### Parks und Grünanlagen

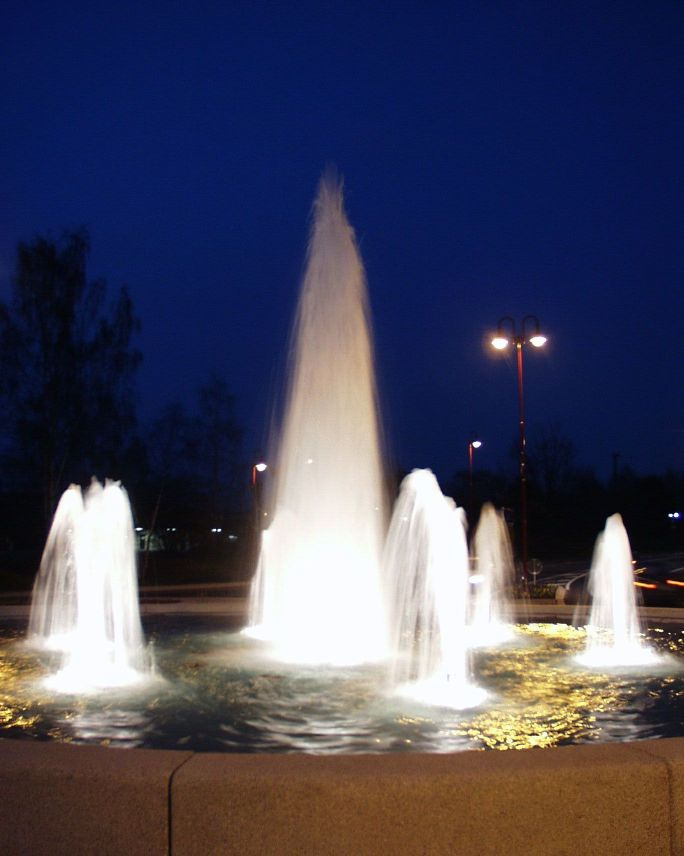
Brunnen im Kreisverkehr Schillerstraße

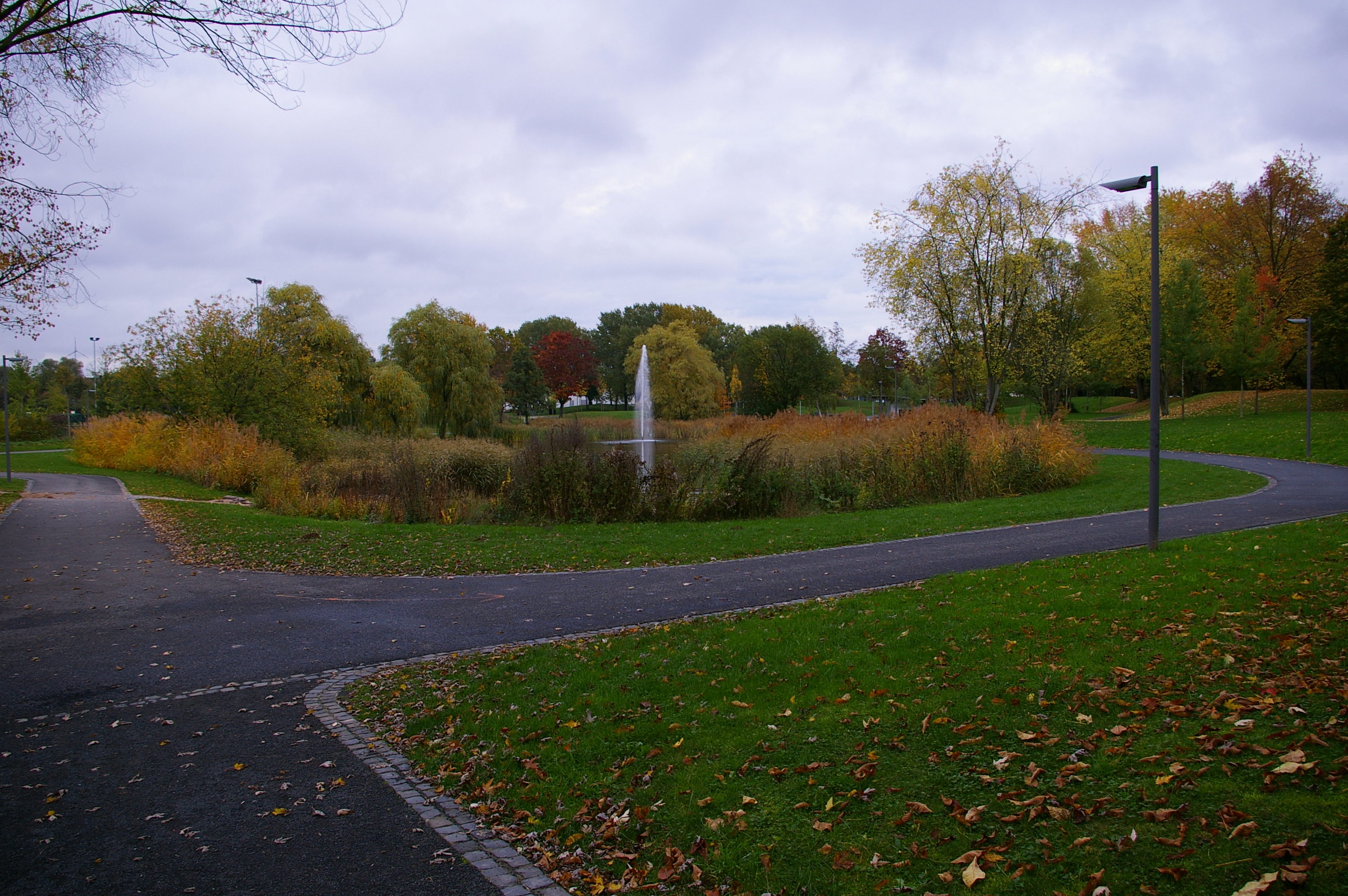
Blick über den Heinz-Lang-Park

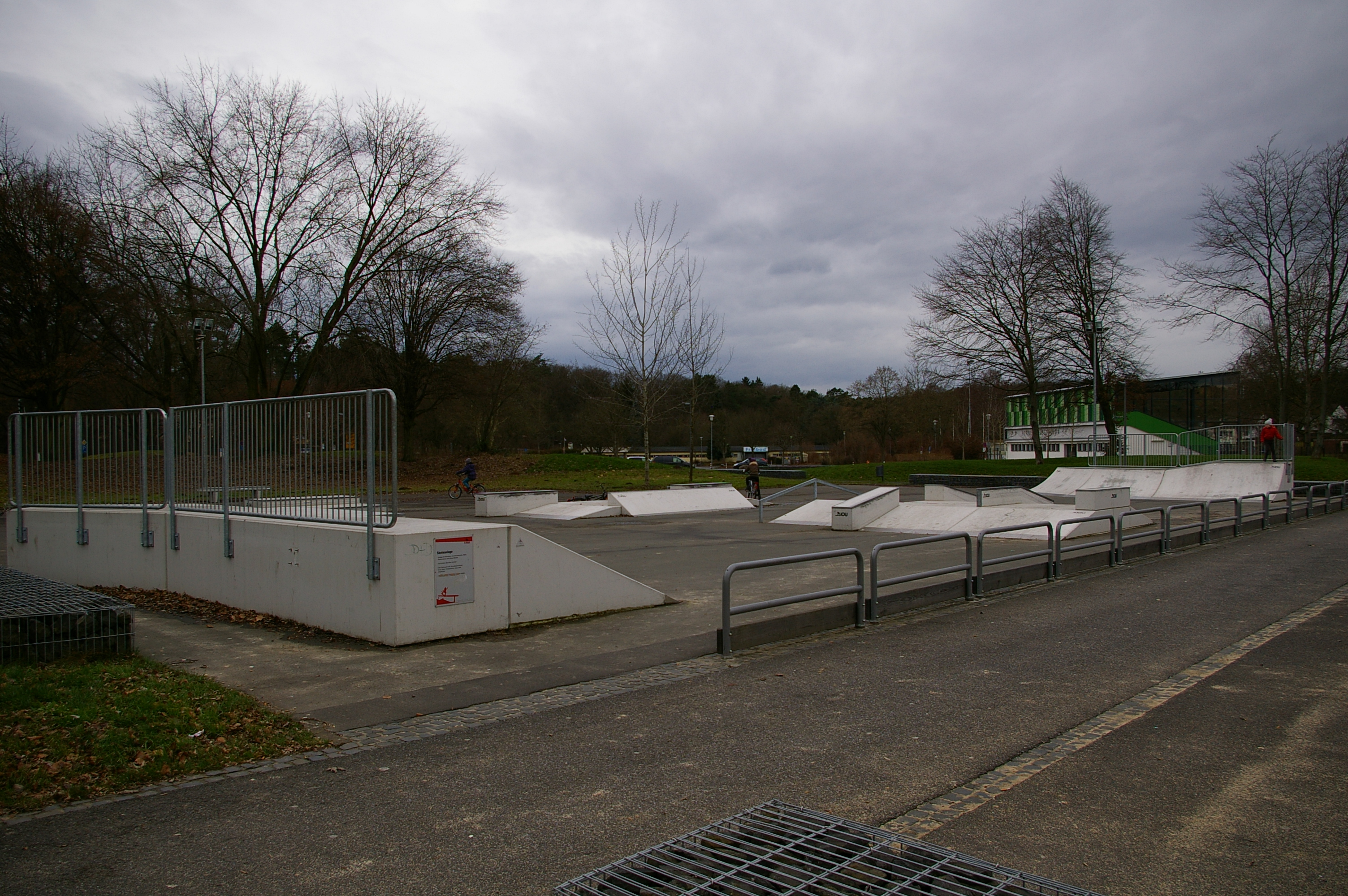
Skateranlage, Heinz-Lang-Park, Stadtallendorf

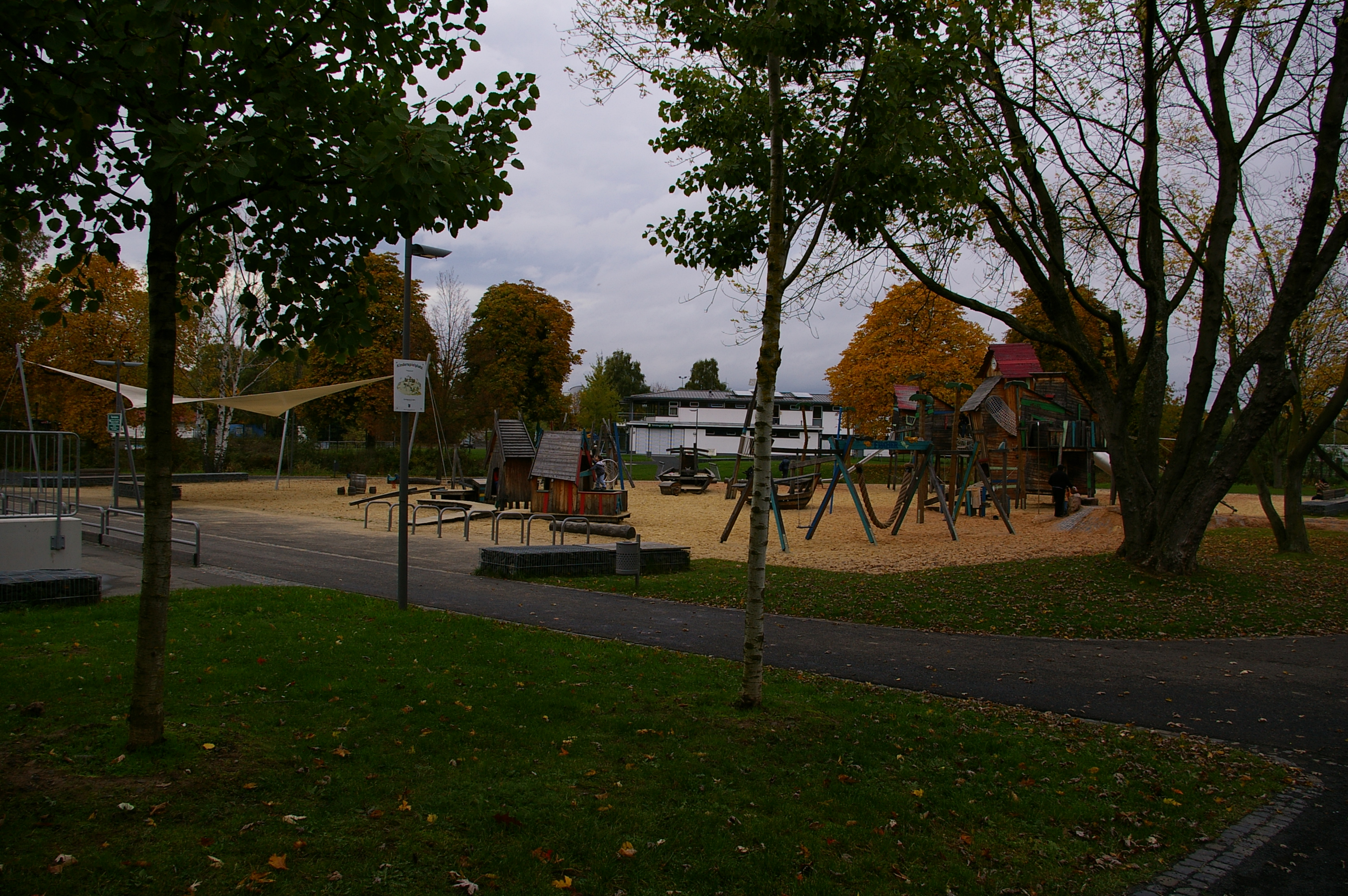
Spielplatz „Piratennest“

Stadtallendorf selbst nennt sich „Die junge Stadt im Grünen“. Jung, weil die Stadt erst seit 1960 Stadtrechte besitzt. Grün, weil die Stadt im Herrenwald, einem großen Waldgebiet liegt und auch in der Stadt viele Grünflächen existieren. Die Stadt hat nur in der Altstadt gewachsene Strukturen, die übrigen Stadtteile sind im Laufe der Jahre angelegt worden und werden von Wald- und großzügigen Grünflächen durchzogen. Zwischen der Waldstraße und der Main-Weser-Bahn befindet sich mit dem Heinz-Lang-Park (ehemals Volkspark) die größte innerstädtische Grünfläche. Zwei besondere Attraktionen im Heinz-Lang-Park sind der Spielplatz „Piratennest“ für Kinder und die Skateranlage für Jugendliche.
Der sogenannte Rathauspark ist eine weitere größere Parkanlage in der Kernstadt. Dort befindet sich neben dem Rathausteich auch das Denkmal für die Opfer der Weltkriege.

### Natur
In der Nähe des Ortsteils Schweinsberg befindet sich das Naturschutzgebiet Schweinsberger Moor. Es gilt als das größte zusammenhängende Schilfgebiet Mittel- und Nordhessens und ist ein Rückzugsort für viele seltene Vogelarten.

### Museen und Gedenkstätten
Am Aufbauplatz befindet sich das Dokumentations- und Informationszentrum (DIZ) Stadtallendorf. Das DIZ steht seit Herbst 1994 als Gedenkstätte für die Opfer des Nationalsozialismus der Öffentlichkeit und besonders Schulen zur Verfügung. Träger ist der Magistrat. Das DIZ befindet sich im Seitenflügel des restaurierten, denkmalgeschützten Aufbaugebäudes – ehemals Verwaltungssitz der Dynamit-Nobel AG. In einer Dauerausstellung wird die wechselvolle und außergewöhnliche Geschichte des Ortes Allendorf von der Weimarer Republik bis in die 1950er Jahre thematisiert, vom kleinbäuerlichen Dorf zur späteren Industriestadt. Der Schwerpunkt der Präsentation liegt auf der Zeit zwischen 1933 und 1945, als Allendorf zu einem zentralen Ort der Rüstungsproduktion für den Zweiten Weltkrieg wurde. Besondere Aufgabe des DIZ ist die Aufarbeitung und Dokumentation der Situation der Zwangsarbeiter in den Lagern und Sprengstoffwerken rund um Allendorf in dieser Zeit.
In der Nähe des Stadtallendorfer Wasserwerks befindet sich die Gedenkstätte Münchmühle. Sie erinnert an das Lager Münchmühle, ein Außenlager des KZ Buchenwald (bei Weimar). Im Lager Münchmühle waren von August 1944 bis Ende März 1945 1000 weibliche Häftlinge, hauptsächlich aus Ungarn, untergebracht. Sie mussten Zwangsarbeit für die Sprengstoffwerke Allendorf und Herrenwald leisten.
Auf dem Gelände der Herrenwald-Kaserne kann die Militärgeschichtliche Sammlung besucht werden. Seit 2008 befindet sie sich in Stadtallendorf. Davor war sie in der Ernst-Moritz-Arndt-Kaserne in Neustadt (Hessen) zu sehen. Aus Platzgründen musste sich die Sammlung in den letzten Jahren stark verkleinern. Heutzutage zeigt sie nur noch Exponate zur Geschichte der Bundeswehr. Exponate aus den beiden Weltkriegen können ebenso nicht mehr ausgestellt werden wie Ausstellungsstücke aus Zeiten der Nationalen Volksarmee der DDR.
In Wolferode gibt es das Trachtenmuseum Sengelaub, das nicht nur Trachten, sondern auch viele andere Exponate, wie zum Beispiel Fotos und Geschirr, aus der Geschichte des Ortsteils zeigt.

### Bauwerke
- Kernstadt

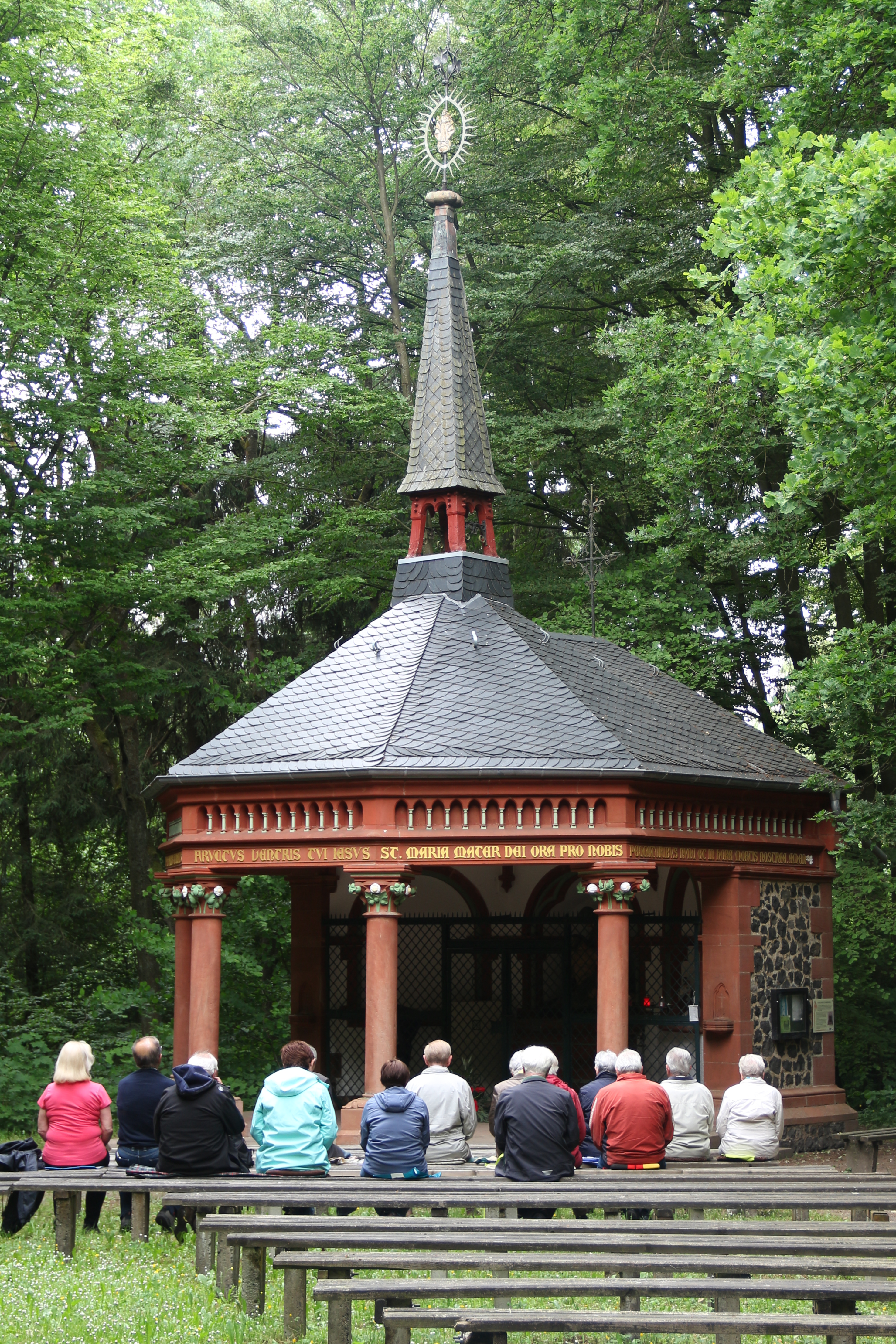
Pilger an der Forstkapelle Mariabild

Im Alten Dorf gibt es viele Fachwerkhäuser. Das älteste erhaltene (Fachwerk-)Gebäude ist die „Alte Mainzer Kellerei“. Ihre Restaurierung wurde im Jahr 2013 mit dem Hessischen Denkmalschutzpreis ausgezeichnet. Kunsthistorisch von besonders großer Bedeutung ist die Barockkirche St. Katharina. Das ebenfalls im Alten Dorf gelegene Bauwerk gilt als eine der schönsten Barockkirchen Oberhessens. Im Feld bei der Allendorfer Höhe befindet sich eine Mariengrotte. Sie wurde zum Dank daran erbaut, dass Stadtallendorf im Zweiten Weltkrieg nicht zerstört wurde. In den Stadtvierteln DAG und WASAG gibt es heutzutage noch viele Zeugnisse aus der Zeit des Nationalsozialismus, die an die Sprengstoffwerke Allendorf und Herrenwald erinnern. Das Schloss Plausdorf befindet sich am äußersten Nordostrand der Gemarkung Amöneburg und liegt nur 600 Meter von der Stadtgrenze zu Stadtallendorf entfernt. Von innen kann es nicht besichtigt werden, da es bewohnt ist. Zwischen Neustadt (Hessen) und der Kernstadt liegt die kleine, in historischem Stil erbaute Kapelle „Mariabild“. Sie ist ein beliebtes Pilgerziel.
- Niederklein

Besonders sehenswert in Niederklein ist die Kirche St. Blasius und Elisabeth. Zu ihren Hauptattraktionen zählen unter anderen die Pieta, der Kreuzweg sowie das aus dem 15. Jahrhundert stammende große Kreuz. Darüber hinaus besitzt die Kirche auch mehrere Reliquien, worunter sich ein Splitter vom Kreuze Jesu befindet. Des Weiteren gibt es in Niederklein auch eine Mariengrotte. Sie ist der Grotte von Lourdes nachempfunden. In der Nähe des Ortsteils befinden sich Reste der Burg Forst sowie der Burg Waffensand.
- Schweinsberg

Das Ortsbild Schweinsbergs ist bis heute durch seine zahlreichen historischen Gebäude geprägt. So gibt es hier, besonders in der Straße „Im Tal“, viele erhaltene Fachwerkbauten zu sehen. Darüber hinaus lohnt sich auch ein Besuch der aus dem 15. Jahrhundert stammenden Stephanskirche. An ihrer Außenwand steht der Grabstein des in Schweinsberg geboren Rechtsgelehrten, Genealogen und Wegbereiters der modernen Heraldik Johann Georg Estor. Als Wahrzeichen des Ortsteils gilt die Burganlage der Schenken zu Schweinsberg. Sie ist heutzutage noch bewohnt und kann daher nicht von innen besichtigt werden.
- Hatzbach

Im Ortsteil sind sowohl die Kirche als auch die Kopien der 5 Tugenden sehenswert. Die Originale Letzterer stehen in unmittelbarer Nähe zur Elisabethkirche in Marburg.

### Stadthalle
Die Stadthalle befindet sich direkt neben dem Rathaus, mit dem sie durch einen verglasten Gang verbunden ist. Sie bietet Platz für bis zu 1200 Menschen.

### Sport
Stadtallendorf verfügt über ein Hallen- und ein Freibad. Größte Sporthalle der Stadt ist die Herrenwaldhalle, die vom Landkreis Marburg-Biedenkopf betrieben wird, und in der 1986 und 2005 die Nationalen Deutschen Tischtennis-Meisterschaften stattfanden. Die Herrenwaldhalle war die erste Leichtathletikhalle in Hessen – allerdings mit einer unüblichen Laufbahnlänge von nur knapp 190 m. Für den Sportbetrieb eignen sich außerdem die Bärenbachhalle, die Mehrzweckhalle und die Sporthalle der Südschule. Fußballspiele und Leichtathletikveranstaltungen finden im Herrenwaldstadion statt. Im Nordwesten der Stadt befindet sich ein Trimm-Dich-Pfad.
Ein überregional erfolgreicher Sportverein ist der TSV Eintracht Stadtallendorf, dessen Fußballabteilung 2017 erstmals in die Regionalliga Südwest aufstieg.

### Der Hessentag 2010

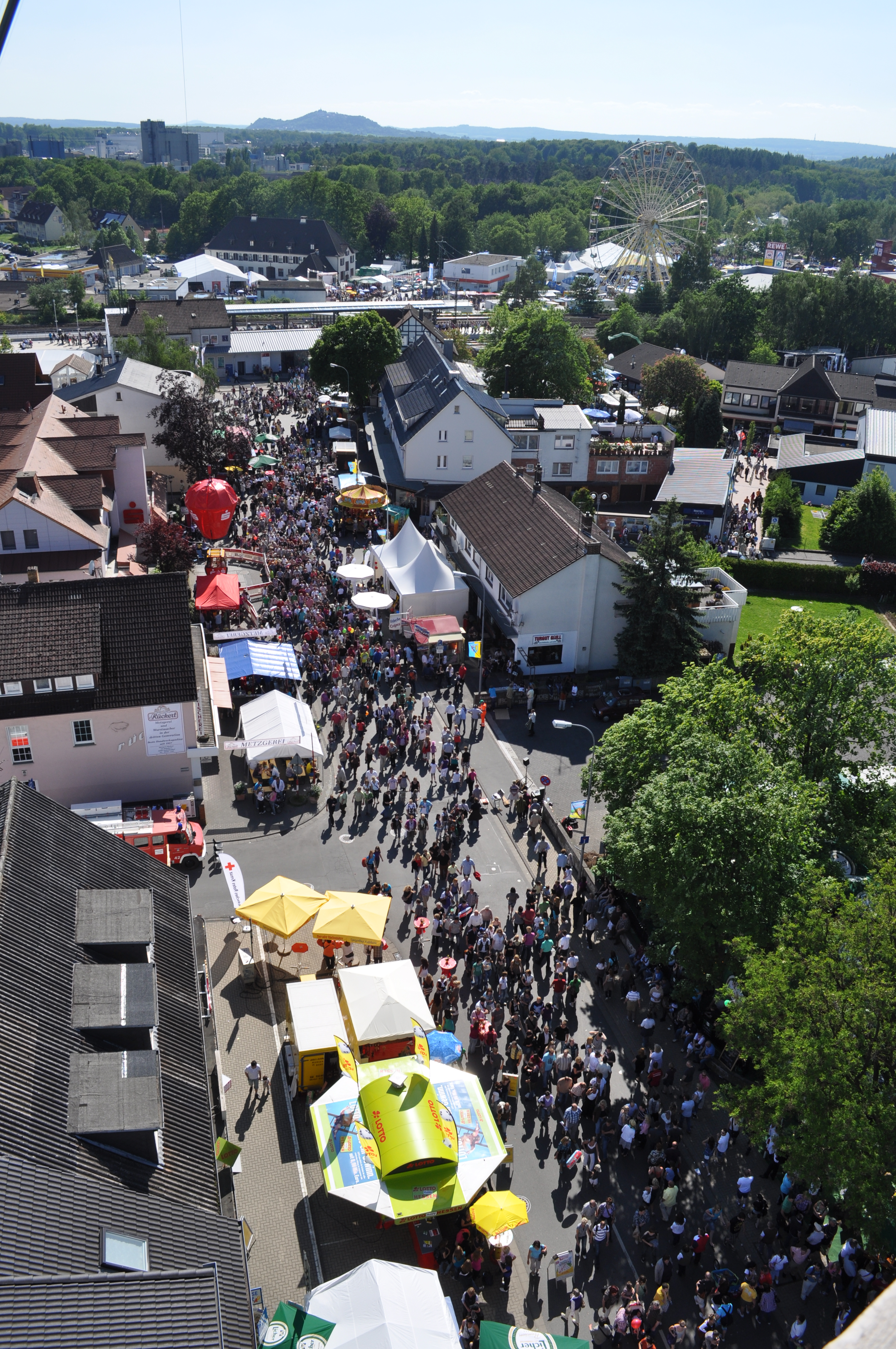
Stadtallendorf, Hessentag 2010

Vom 28. Mai bis 6. Juni 2010 fand in Stadtallendorf der 50. Hessentag statt. Mit knapp 1,1 Mio. Besuchern gehörte er zu den drei bestbesuchten Hessentagen. Eigentlich sollte der Jubiläums-Hessentag im benachbarten Alsfeld stattfinden, die Stadt gab die Ausrichtung aber aus finanziellen Gründen zurück. Das Hessentagsgelände zog sich in Stadtallendorf beiderseits des Bahnhofs durch die Innenstadt, auf der einen Seite durch die Waldstraße bis zum großen Festzelt im Herrenwaldstadion, auf der anderen Seite durch die Stadtmitte über Rathaus und Stadthalle zum Großparkplatz im Gewerbegebiet Nordost. Open-Air-Konzerte mit bis zu 40000 Zuschauern mit Auftritten der Sängerin Pink am 3. Juni 2010, der Band a-ha am 6. Juni sowie weiterer musikalischer Größen fanden ebenfalls im Gewerbegebiet statt. Die umfangreiche Landesausstellung stand auf dem neuen Festplatz an der Herrenwaldstraße sowie in Teilen des Herrenwaldstadions. Der Heinz-Lang-Park beherbergte „Natur auf der Spur“. Als „Hessen-Palace“ für große Saalveranstaltungen wurde die Herrenwaldhalle genutzt, in der mit Zusatztribünen 3.200 Zuschauer Platz fanden.

## Wirtschaft und Infrastruktur

### Verkehr

#### Autobahnen
Stadtallendorf ist unmittelbar an die  Autobahn 49 angebunden. Für Stadtallendorf bestehen die beiden Anschlussstellen Stadtallendorf-Nord mit Anbindung an B454 und Stadtallendorf-Süd mit Anbindung an die L 3290.

#### Bundesstraßen
Durch das Stadtgebiet führen die Bundesstraßen B 62 und B 454. Letztere wird seit 2000 abschnittsweise höher bzw. tiefer gelegt, um alle höhengleichen Kreuzungen zu entfernen.

#### Busverkehr

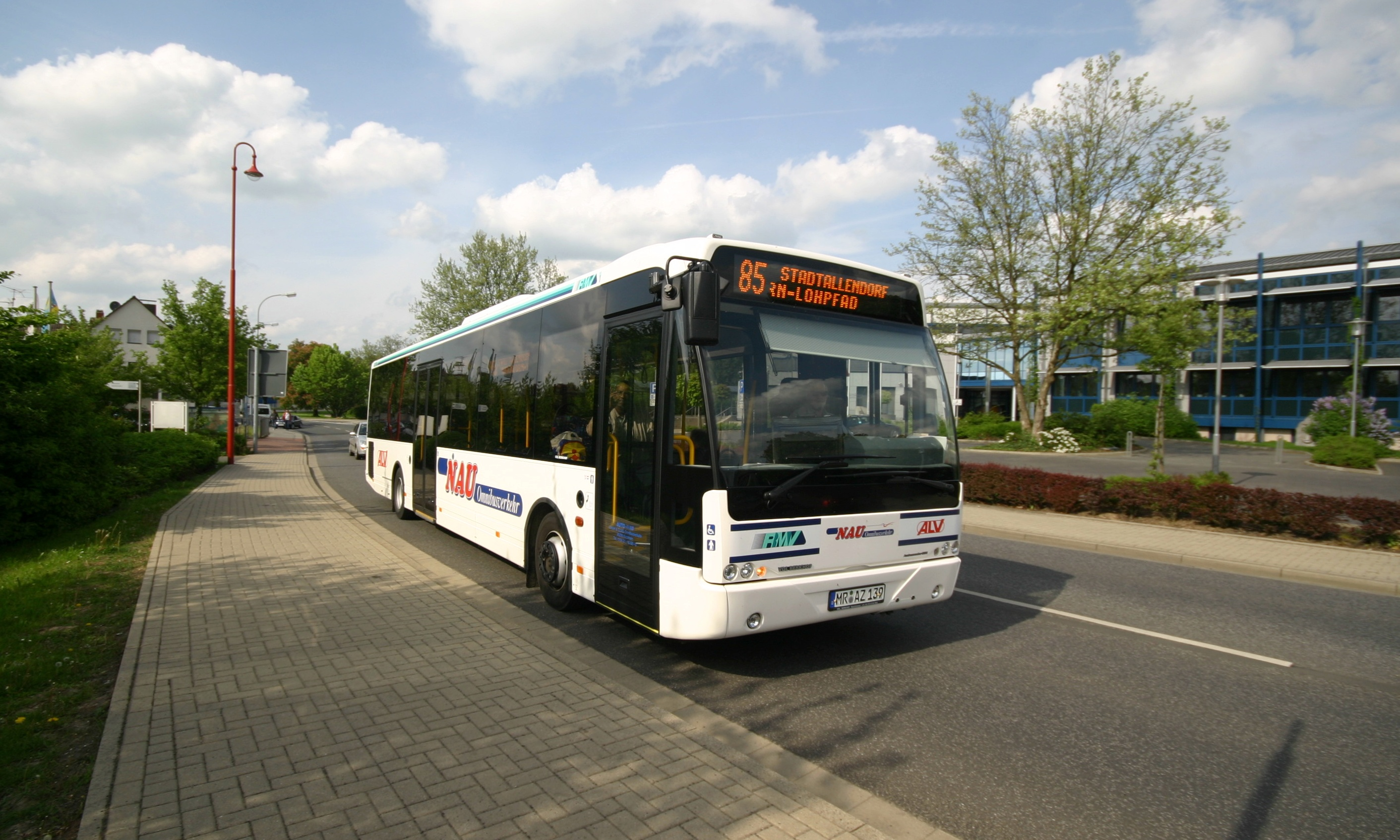
Stadtbus, Linie 85

Unterstützt von Stadt und Verkehrsverein besteht ein Bus-Stadtverkehr mit vier Linien. Die Stadt Stadtallendorf ist neben Marburg die einzige Stadt mit Stadtbuslinien im Landkreis Marburg-Biedenkopf. Die im Stundentakt verkehrenden Linien halten am Busbahnhof und stellen die Anbindung des Bahnhofes mit den abgelegeneren Stadtbezirken sicher. Die Linien 91 und 92 sind dabei rein innerstädtisch verkehrende Buslinien. Die Linien 85 und 90 fahren ebenfalls in weiten Teilen durch die Innenstadt, binden aber auch die südlichen (Linie 85) und nördlichen (Linie 90) Stadtteile an die Innenstadt an. Südwestlich des Bahnhofes gibt es außerdem P+R- und B+R-Plätze, die im Zuge des Hessentages ausgebaut wurden. Beim Empfangsgebäude wurden weitere Parkplätze und Fahrradabstellplätze errichtet, die jedoch erst nach dem Hessentag Ende 2010 eröffnet wurden. Des Weiteren gibt es vor dem Empfangsgebäude eine Taxihaltestelle. Der heutige Busbahnhof ist 2009 eröffnet worden, da der alte, Anfang der 1980er Jahre gebaute einem neuen Einkaufscenter weichen musste.

#### Rad- und Wanderwege
Durch Stadtallendorf und die nähere Umgebung führen zahlreiche Wander- und Radwege. Die bedeutendsten sind:
- Der Elisabethpfad 2 und der Jakobsweg führen durch Stadtallendorf.[64]
- Der Wanderweg „Forster Weg“ wurde als Rundweg durch Stadtallendorf und den Herrenwald angelegt. Er führt von der Kirche St. Katharina hin zur Forstkapelle „Mariabild“ und wieder zurück. Dabei passiert er zahlreiche historische und religiöse Zeugnisse aus der Geschichte des Ortes (Bildstöcke, Mariengrotte usw.); dadurch bedingt ist er sowohl bei Pilgern als auch bei Geschichtsinteressen ein beliebtes Ausflugsziel.[65]
- Rund um den Wetzstein beim Ortsteil Hatzbach führt der 12 km lange Wanderweg „Rund um den Wetzstein“.
- Die GEO-Tour „Kreuz und Quer“ führt als Rundweg vom Fuße der Amöneburg über Rüdigheim zum Schweinsberger Moor und dann durch das Ohmtal wieder zurück zum Ausgangspunkt.[66]
- Der Sternepfad von Marburg zum Hoherodskopf im Vogelsberg führt über Schweinsberg.[67]
- Von Stadtallendorf nach Neustadt/Hessen führt ein Natur- und Märchenpfad.[68]

### Unternehmen

Das Ferrero-Werk

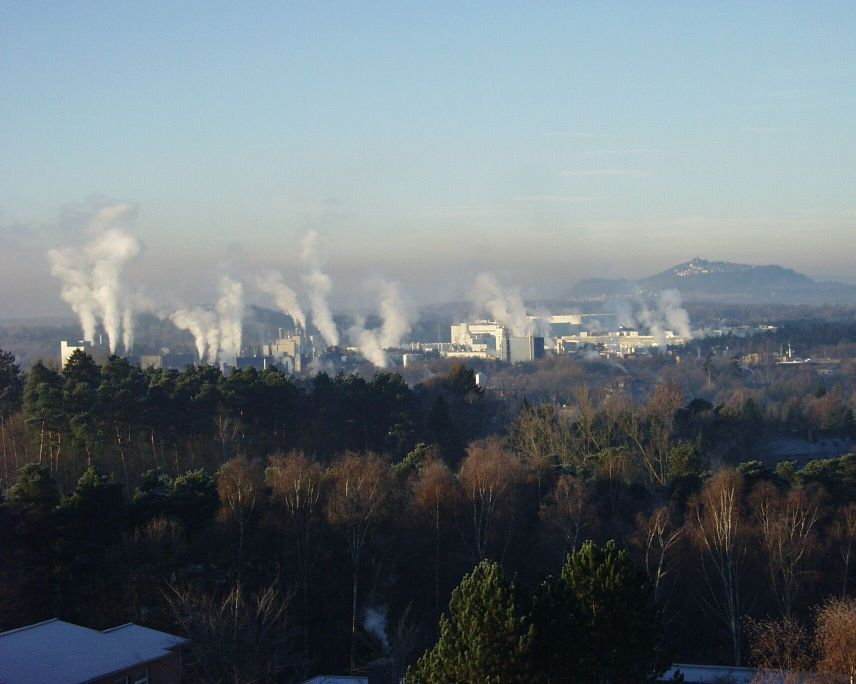
Große Industriebetriebe prägen das Bild der Stadt

In Stadtallendorf sind mehrere große Fabriken wie Ferrero GmbH (Süßwaren), Fritz Winter Eisengießerei GmbH & Co. KG und die Hoppe AG (Fenster- und Türgriff-Herstellung) ansässig. Kühne+Nagel verfügt in Stadtallendorf über eine Niederlassung. Seinen Unternehmenssitz in Stadtallendorf hat das bundesweit tätige Familienunternehmen Gies Dienstleistungen. Die Stadt ist das wirtschaftliche Zentrum des östlichen Landkreises Marburg-Biedenkopf und sein industrielles Zentrum. Sie bietet über 12.000 Arbeitsplätze. Die von den Firmen abgeführten Gewerbesteuern machen durchschnittlich rund 70 Prozent der städtischen Steuereinnahmen aus.

### Garnison
Seit 1959 gibt es in Stadtallendorf zwei Kasernen der Bundeswehr, die Herrenwald-Kaserne und die Hessen-Kaserne, die zuletzt weitgehend leer stand. Letztere sollte ursprünglich bis 2018 geschlossen werden, weil sie nur noch als Ausweichquartier für die von den Umbaumaßnahmen in der Herrenwald-Kaserne betroffenen Soldaten diente. Es ist nunmehr geplant, neue Gebäude in der Hessen-Kaserne zu errichten und Bundeswehreinheiten dorthin zu verlegen. Für die Neubaumaßnahmen sollen rund 100 Mio. Euro investiert werden. Stationiert sind in der Herrenwald-Kaserne unter anderem der Stab und das Luftlandefernmeldebataillon der Division Schnelle Kräfte. Seit 1966 war Stadtallendorf zudem Heimat der beobachtenden/aufklärenden Artillerie. Das Beobachtungsbataillon 23 wurde 1993 bis auf eine Batterie aufgelöst und diese als selbständige Batterie in das Artillerieregiment 70 in Mühlhausen eingegliedert. Zuletzt firmierte sie als 7./Beobachtungspanzerartilleriebataillon 131 und wurde zum Jahresende 2009 endgültig aufgelöst.

### Medien
In Stadtallendorf unterhält die in Marburg ansässige Tageszeitung Oberhessische Presse eine Lokalredaktion. Sitz der Redaktion in Stadtallendorf ist in der Straße Am Hallenbad. Darüber hinaus werden die Wochenblätter Mein Samstag und Sonntag Morgenmagazin kostenlos verteilt. Beide Blätter sind anzeigenfinanzierte Gratiszeitungen. Die Stadt gibt den Bärenboten heraus, in dem Nachrichten aus den Vereinen und Bekanntmachungen der Verwaltung erscheinen. Der Bärenbote wird als Beilage zum Wochenblatt "Mein Samstag" an alle Haushalte in der Kernstadt und den Stadtteilen verteilt.
Bis zum 1. Oktober 2010 erschien zudem eine Lokalausgabe der Marburger Neuen Zeitung. Diese wurde jedoch aus wirtschaftlichen Gründen eingestellt.

### Bildung
Größte Schule der Stadt ist die Georg-Büchner-Schule, eine kooperative Gesamtschule, in der Nähe des Rathauses mit etwa 900 Schülern. Darüber hinaus gibt es Grundschulen in der Kernstadt (Bärenbach-, Nord-, Süd- und Waldschule) und allen Stadtteilen außer Wolferode. In der Kernstadt befinden sich mit der Astrid-Lindgren- und der Landgräfin-Elisabeth-Schule zwei selbstständige Sonderschulen mit 50 bzw. 100 Schülern sowie eine Bücherei. Die Volkshochschule Marburg-Biedenkopf betreibt eine Außenstelle in Stadtallendorf.
In dem Dokumentarfilm Herr Bachmann und seine Klasse (2021) von Maria Speth wurden über einen Zeitraum von etwa einem Jahr Schüler und Lehrer einer sechsten Klasse der Georg-Büchner-Schule porträtiert.

## Persönlichkeiten

### Söhne und Töchter der Stadt
- Philipp Georg Schenk zu Schweinsberg (um 1510–1568), römisch-katholischer Geistlicher, Fürstabt von Fulda 1567–1568, geboren in Schweinsberg
- Johann Bernhard Schenk zu Schweinsberg (1584–1632), römisch-katholischer Geistlicher, Fürstabt von Fulda 1623–1632, geboren in Schweinsberg
- Johann Georg Estor (1699–1773), Jurist und Genealoge, geboren in Schweinsberg
- Hans Caspar von Knoblauch zu Hatzbach (1719–1793), hessen-kasselischer Generalmajor, geboren in Hatzbach
- Franz Heinrich Meinolph Wilhelm (1725–1794), Mediziner und Hochschullehrer, geboren in Niederklein
- Johann Ludwig Koch (1772–1853), Geistlicher, Politiker, Kirchenrechtler und Bibliothekar, geboren in Niederklein
- Rudolph Schenck zu Schweinsberg (1855–1911), deutscher Verwaltungs- und Hofbeamter und Parlamentarier, geboren in Schweinsberg, begraben auf dem Familienfriedhof der Schenken zu Schweinsberg in Schweinsberg
- Heinrich Hohl (1900–1968), Landwirt, Bundestagsabgeordneter, Politiker (CNBL, später CDU) und Bürgermeister der ehemals eigenständigen Gemeinde Erksdorf, geboren in Erksdorf
- Karlheinz Spielmann (1908–1980), Jurist, Leutnant der Luftwaffe, Wirtschaftsführer und ehrenamtlicher Vertreter von Bürgerinteressen, geboren in Schweinsberg
- Theo Gutberlet (1913–1994), Unternehmer und Gründer des Lebensmitteleinzelhändlers Tegut, geboren in Schweinsberg
- Wigbert Wicker (* 1939), Regisseur und Drehbuchautor u. a. von Car-napping: Bestellt – geklaut – geliefert, Didi auf vollen Touren, Derrick und Der Bulle von Tölz[78]
- Frauke Nahrgang (* 1951), Kinderbuchautorin u. a. von der Teufelskicker-Reihe
- Peter Bellendir (1955–2013), Schlagzeuger u. a. von Xmal Deutschland
- Eike Immel (* 1960), ehemaliger Fußballnationaltorhüter, geboren in Erksdorf
- Reiner Winkler (* 1961), Manager und Vorstandsvorsitzender der MTU Aero Engines
- Regina Polster (* 1962), Unternehmensberaterin und Politikerin (CDU)
- Willi Weitzel (* 1972), Moderator u. a. der Kinderserie Willi Wills Wissen
- Bruda Sven (* 1973), Rap-Musiker

### Persönlichkeiten, die in Stadtallendorf gewirkt haben
- Johann Schenk zu Schweinsberg (1460–1506), hessischer Adliger, landgräflich-hessischer Marschall, Reichsrat und Ritter vom Heiligen Grab, ließ 1482 die Burg Schweinsberg ausbauen
- Freiherr Ferdinand Schenck zu Schweinsberg (1765–1842), Justizminister der ersten Regierung unter der Verfassung von 1831 in Kurhessen, gestorben auf der Burg Schweinsberg, begraben auf dem Familienfriedhof der Schenken zu Schweinsberg in Schweinsberg
- Freiherr Wilhelm Schenck zu Schweinsberg (1809–1867), ehemaliger Regierungschef von Hohenzollern-Sigmaringen und ehemaliger Vorstand des kurhessischen Außenministeriums, gestorben in Schweinsberg
- Éva Pusztai-Fahidi (1925–2023), ungarische Zeitzeugin, Autorin, Überlebende des Holocaust und Ehrenbürgerin von Stadtallendorf, leistete Zwangsarbeit für die Sprengstoffwerke Allendorf und Herrenwald im KZ-Außenlager Münchmühle des KZ Buchenwalds, bei Kriegsende 1945 konnte sie bei einem Todesmarsch fliehen
- Wilfried Härle (* 1941), evangelischer Theologe, wohnte in Stadtallendorf
- Gottfried von Knoblauch zu Hatzbach (* 1947), Präsident der Landesärztekammer Hessen seit dem 30. August 2008, betrieb eine Arztpraxis in Stadtallendorf
- Angelo Bonafede (* 1950), Mr. Italia 1978, wohnhaft in Stadtallendorf-Erksdorf[79]
- Volker Bescht (* 1951), Brigadegeneral a. D. des Heeres der Bundeswehr und ehemaliger stellvertretender Kommandeur der Division Spezielle Operationen in Stadtallendorf
- Dieter Gruner (* 1953), Journalist, Autor und ehemaliger Leiter der OP-Redaktion Stadtallendorf
- Wolfgang Schräder (* 1955), ehemaliger Rallycrossfahrer und erster deutscher Rallycrossmeister, wohnhaft in Stadtallendorf[80]
- Christian Somogyi (* 1956), Politiker (SPD) und seit 2012 Bürgermeister von Stadtallendorf, wohnhaft in Niederklein
- Margot Käßmann (* 1958), evangelische Theologin und ehemalige Bischöfin, aufgewachsen in Stadtallendorf[81]
- Michael Wehrheim (1959–2011), Wirtschaftswissenschaftler und Tischtennisspieler, spielte in der Regionalliga für den TTV Stadtallendorf
- Jürgen Wagner (Eigenname: Öff! Öff!; * 1964), Theologe, wurde als Aussteiger, „Waldmensch“ und Gründer der „Schenker- (bzw. Schenk-)Bewegung“ (englisch: „Givers- or Gift-Movement“) bekannt, wohnhaft in Stadtallendorf
- Marcos Lopez (* 1966), DJ, Radiomoderator und Musikjournalist, aufgewachsen in Stadtallendorf
- Jürgen Losekam (* 1966), ehemaliger Fußballspieler u. a. bei Mainz 05, Eintracht Braunschweig, SC Neukirchen und TSV Eintracht Stadtallendorf und Fußballtrainer, aufgewachsen in Hatzbach[82][83]
- Carsten Knobel (* 1969), Vorstandsmitglied bei Henkel, aufgewachsen in Stadtallendorf
- Sven Dajczak aka Bruda Sven (* 1973), Rap-Musiker, aufgewachsen in Stadtallendorf
- Anika Decker (* 1975), Drehbuchautorin u. a. von Keinohrhasen, Zweiohrküken und Rubbeldiekatz, aufgewachsen in Stadtallendorf[84]
- Sultan Tunc (* 1976 als Recep Tunç), Rapper, aufgewachsen in Stadtallendorf
- Claudius Weber (* 1978), Fußballspieler, spielte für TSV Eintracht Stadtallendorf in der Hessenliga
- Daniel Vier (* 1982), Fußballspieler, spielte bei TSV Eintracht Stadtallendorf
- Johannes Österling (* 1983), ehemaliger Schwimmer und Ersatzkandidat bei den Olympischen Sommerspielen 2004 in Athen, aufgewachsen in Stadtallendorf[85]
- Steffen A. Korell (* 1984), Jurist, Bürgermeister der Stadt Gersfeld (Rhön), aufgewachsen in Stadtallendorf
- Christin Deuker (* 1986), Sängerin, Schauspielerin u. a. am Ohnsorg-Theater und Ensemblemitglied bei der „Familie Malente“, aufgewachsen in Stadtallendorf[86][87]
- Jan Michael Schaub (* 1990), Sportschütze und Teilnehmer bei den Paralympischen Sommerspielen 2012 in London, aufgewachsen in Stadtallendorf[88]
- Martin Klenner (* 1990), Queeraktivist und Kunstfigur Flirty Flamingo, bekannt von zahlreichen Christopher Street Days, aufgewachsen in Stadtallendorf[89]
- Victoria Bieneck (* 1991), Beachvolleyballspielerin, u. a. U-23 Weltmeisterin 2013, aufgewachsen in Schweinsberg
- Kevin Strangmeyer (* 2000), Basketballspieler